# Металловидки
Металловидки (лат. Plusiinae) — подсемейство чешуекрылых семейства совок.

## Описание
Грудь с очень крупным хохолком в передней части и мелким — в задней части. Передние крылья часто с металлически блестящими пятнами или полями, золотыми или серебряными. Гусеницы с редуцированными ногами на 6 и 7 сегментах, голые, у большинства видов зелёные или буроватые в светлых продольных полосках.
Глаза часто окаймлены длинными ресничками; передние крылья большей частью с металлически блестящими пятнами, линиями, рассеянными отблесками или оттенками, если их нет, то пятна медиальной системы (круглое и пучковидное) окаймлены приподнятыми чешуйками, в роде Abrostoda, или базальная перевязь тёмно-коричневая, а срединная тень серовато-коричневая на коричневато-розовом фоне. В роде Syngrapha голени всех или средних и задних ног с шипами.

## Список родов и видов
- Abrostola Ochsenheimer, 1816
  - Совка крапивная бурая Abrostola triplasia  (Linnaeus, 1758)
  - Совка крапивная серая Abrostola tripartita (Hufnagel, 1766)
  - Совка крапивная темно-серая, Совка ластовневая Abrostola asclepiadis (Denis & Schiffermüller, 1775)
- Autographa Hübner, 1821
  - Металловидка мандарина Autographa mandarina (Freyer, 1845)
  - Металловидка гамма Autographa gamma (Linnaeus, 1758)
  - Металловидка V-золотое Autographa pulchrina  (Haworth, 1809)
  - Металловидка йота Autographa jota (Linnaeus, 1758)
  - Металловидка замечательная Autographa excelsa (Kretschmar, 1862)
  - Металловидка красно-бурая, Металловидка позолоченная Autographa bractea (Denis & Schiffermüller, 1775)
- Chrysodeixis Hübner, 1821
  - Паслёновая металловидка (Chrysodeixis chalcites (Esper, 1789))
- Ctenoplusia Dufay, 1970
- Diachrysia Hübner, [1821]
  - Металловидка золотистая Diachrysia chrysitis (Linnaeus, 1758)
  - Металловидка кровохлебковая Diachrysia zosimi (Hübner, [1822])
  - Металловидка шалфейная Diachrysia chryson  (Esper, 1789)
- Euchalcia Hübner, [1821]
  - Металловидка разноцветная Euchalcia variabilis  (Piller, 1783)
  - Металловидка уральская Euchalcia uralensis
  - Металловидка скромная Euchalcia modestoides Poole, 1989
  - Металловидка меловая Euchalcia siderifera (Eversmann, 1856)
  - Металловидка оливково-бурая Euchalcia consosa (Fabricius, 1787)
- Lamprotes Reichenbach, 1817
  - Металловидка С-золотое Lamprotes c-aureum  (Knoch, 1781)
- Macdunnoughia Kostrowicki, 1961
  - Металловидка капля Macdunnoughia confusa  (Stephens, 1850)
- Panchrysia Hübner, [1821]
  - Металловидка золоченая Panchrysia deaurata  (Esper, 1787)
  - Металловидка красивая Panchrysia ornata (Bremer, 1864)
- Plusia Ochsenheimer, 1816
  - Металловидка злаковая Plusia festucae (Linnaeus, 1758)
  - Металловидка Путнама Plusia putnami (Grote, 1873)
- Plusidia  Butler, 1879
  - Металловидка светло-бурая Plusidia cheiranthi  (Tauscher, 1809)
- Polychrysia Hübner, [1821]
  - Металловидка монета Polychrysia moneta (Fabricius, 1787)
- Syngrapha Hübner, [1821]
  - Металловидка черничная Syngrapha interrogationis (Linnaeus, 1758)
  - Металловидка гамма малая Syngrapha microgamma (Hübner, [1823])
  - Металловидка синевато-серая Syngrapha ain (Hochenwarth, 1785)
- Thysanoplusia Ichinose, 1973
- Trichoplusia McDunnough, 1944

## Иллюстрации

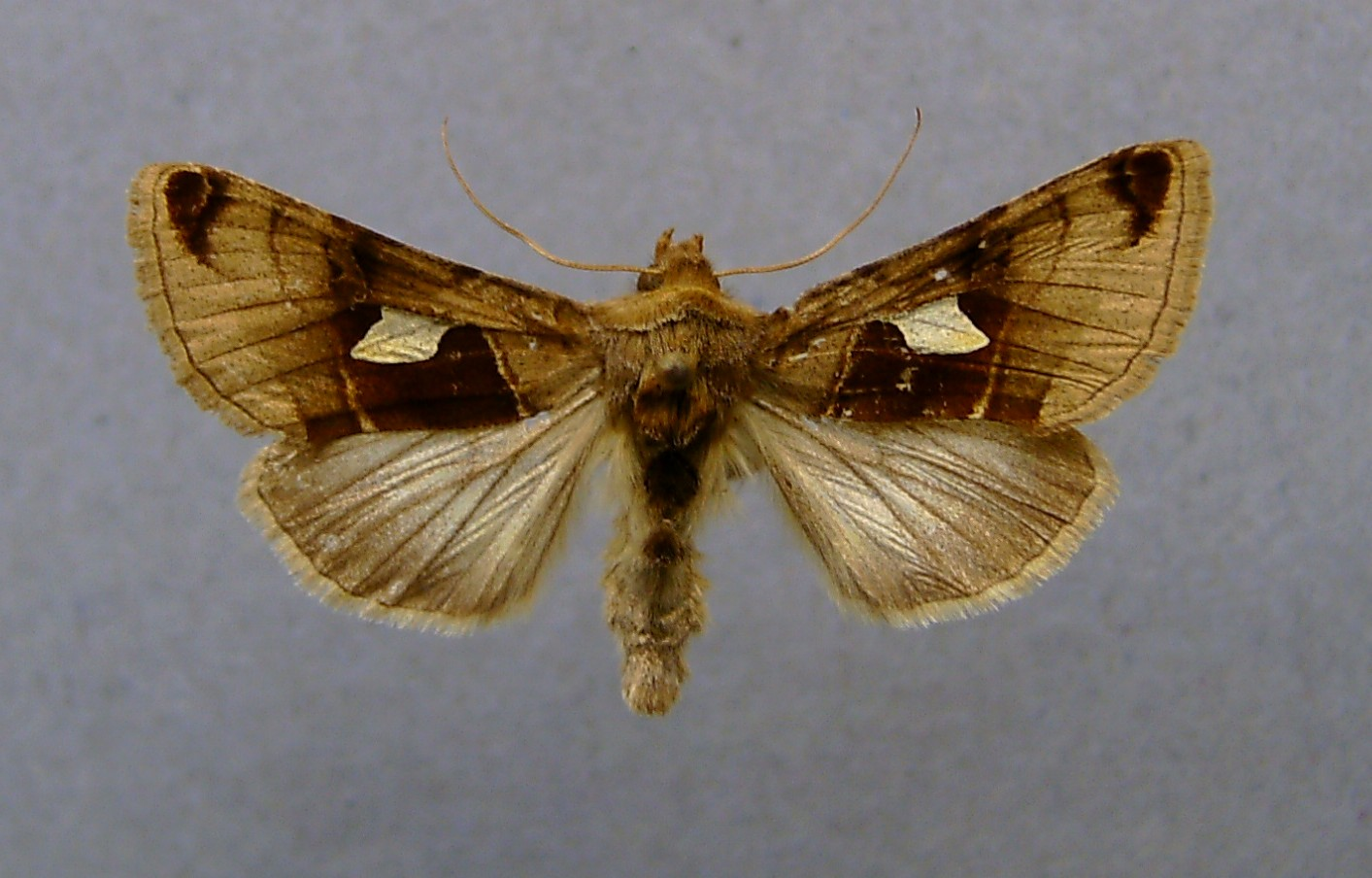
Autographa aemula
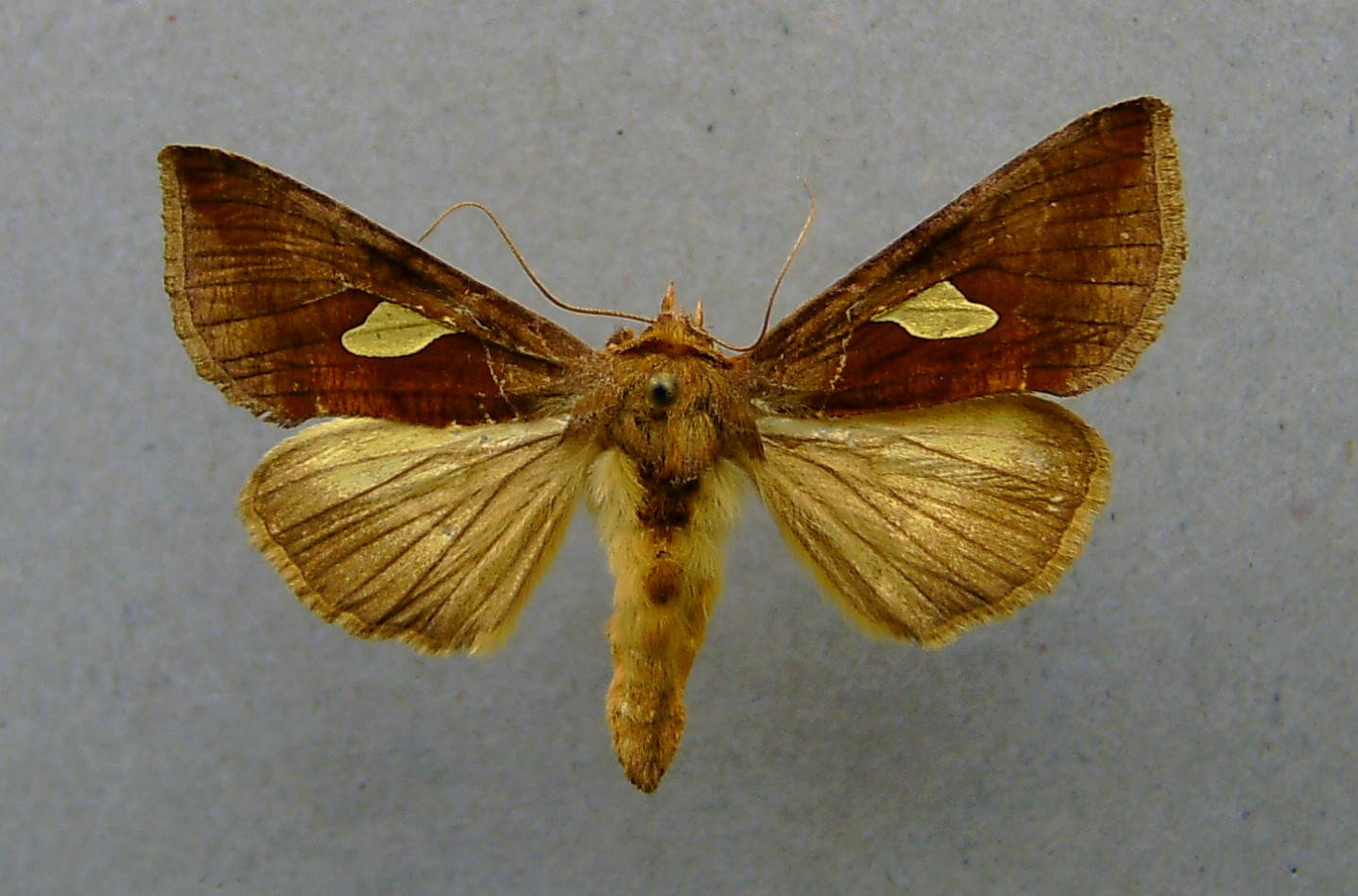
Autographa bractea
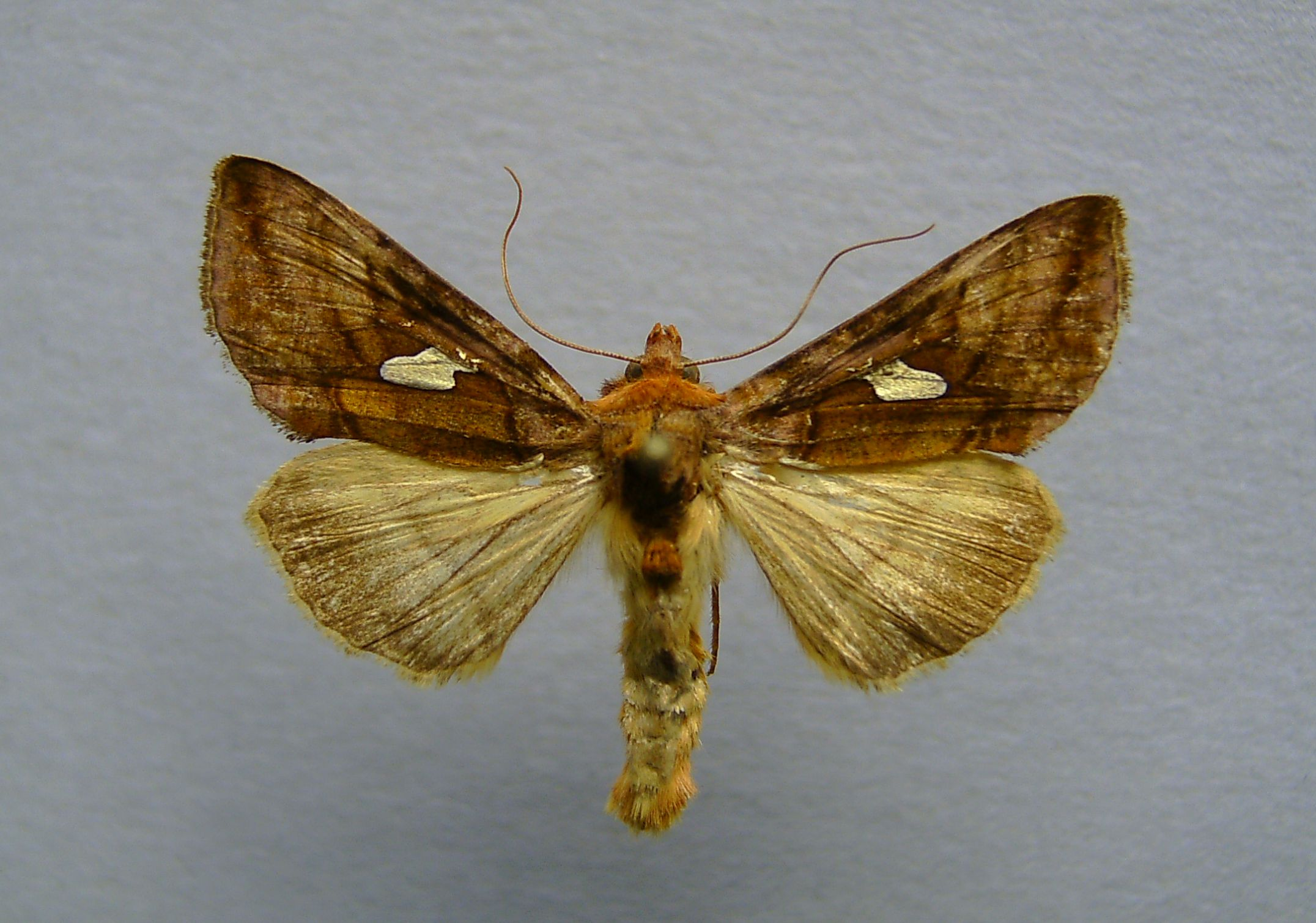
Autographa excelsa
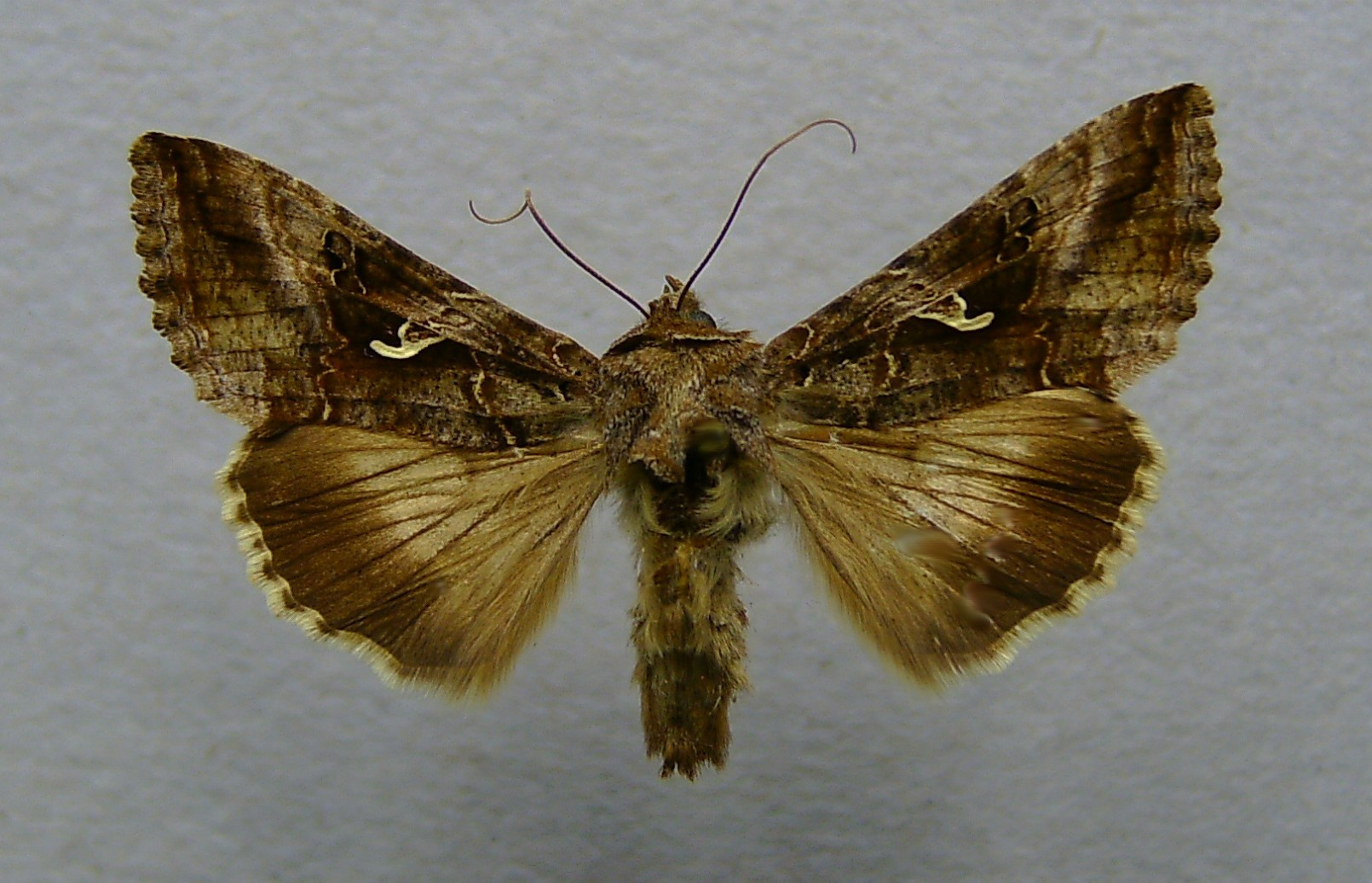
Autographa gamma
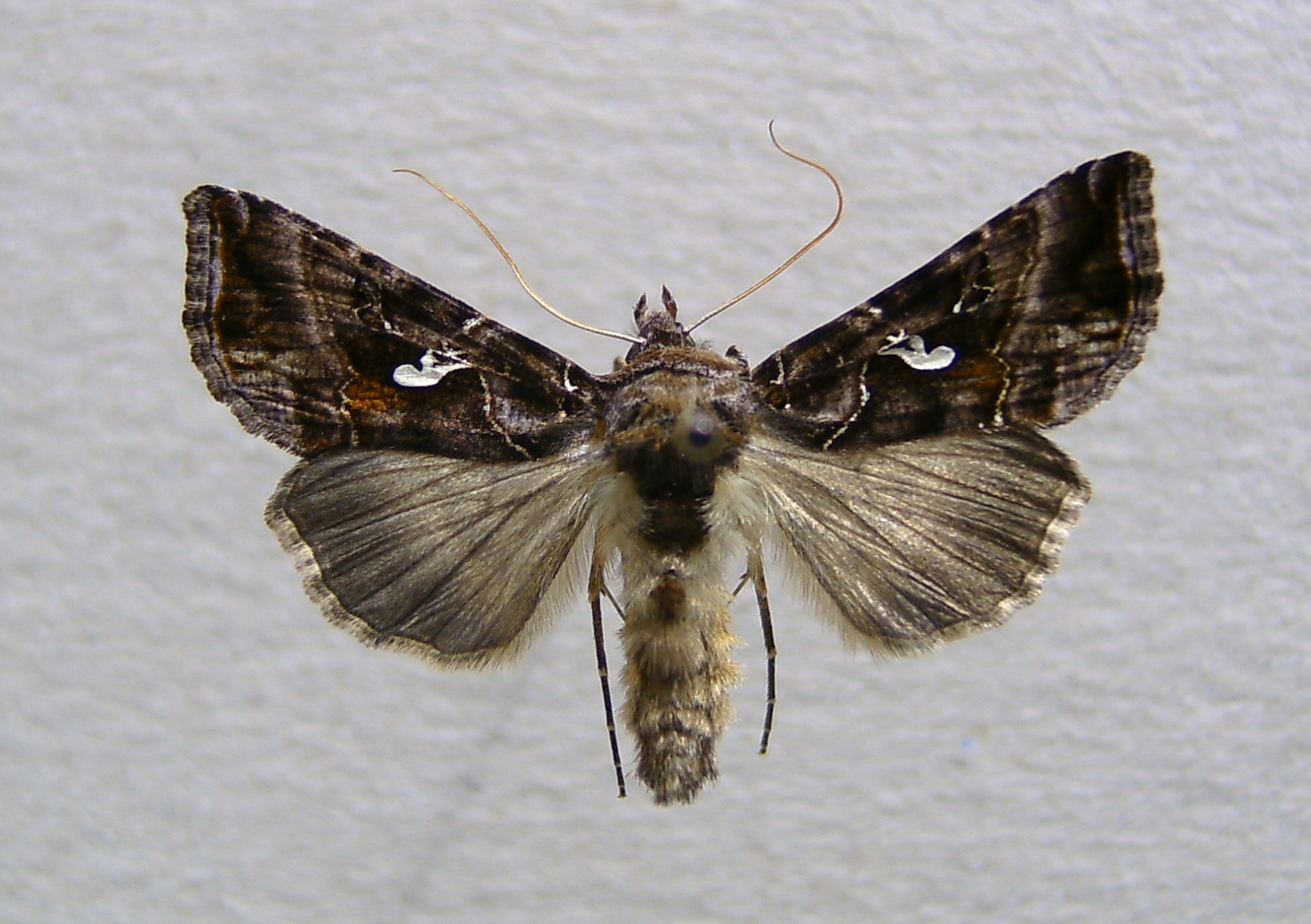
Autographa mandarina
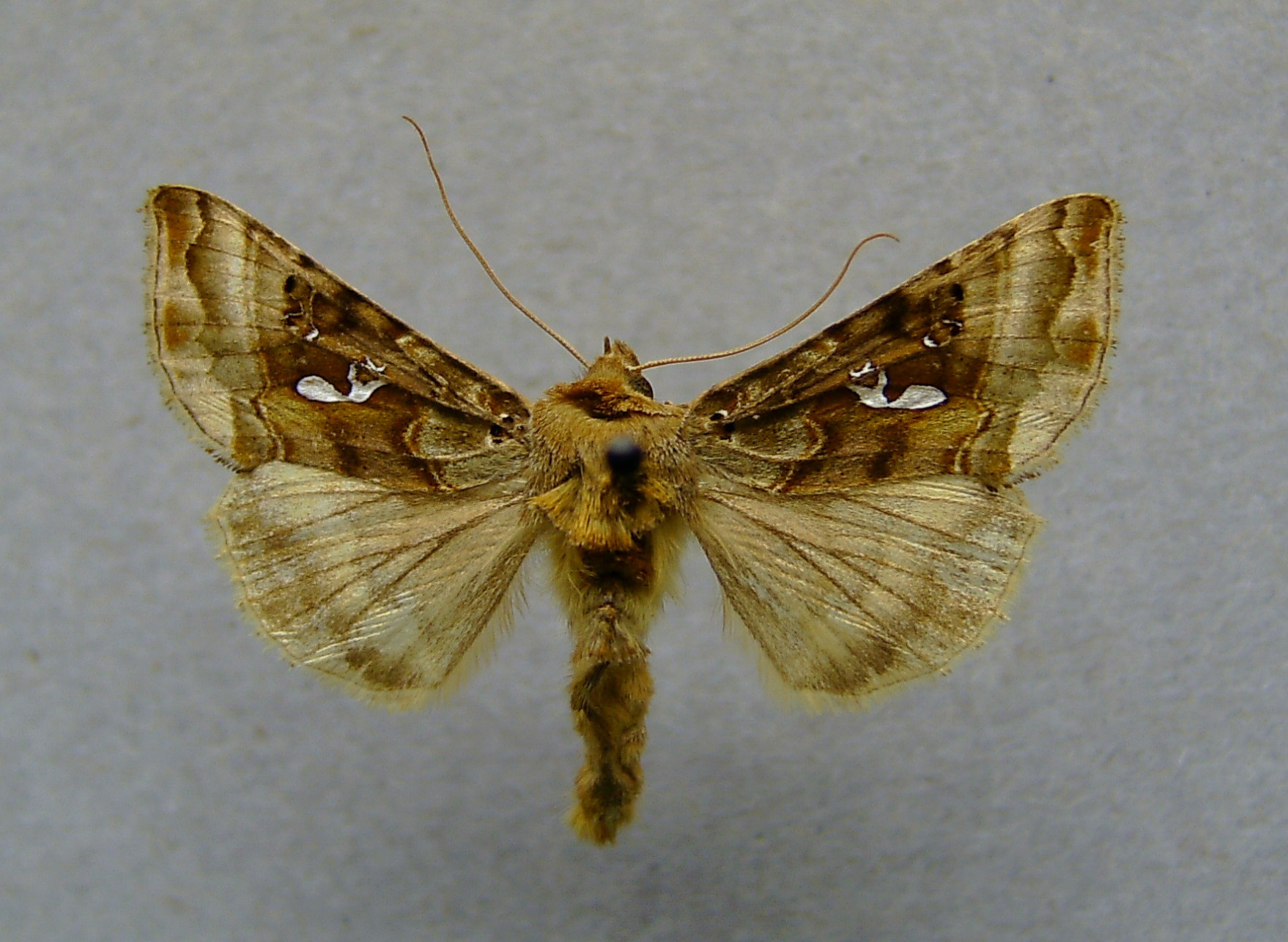
Autographa macrogamma
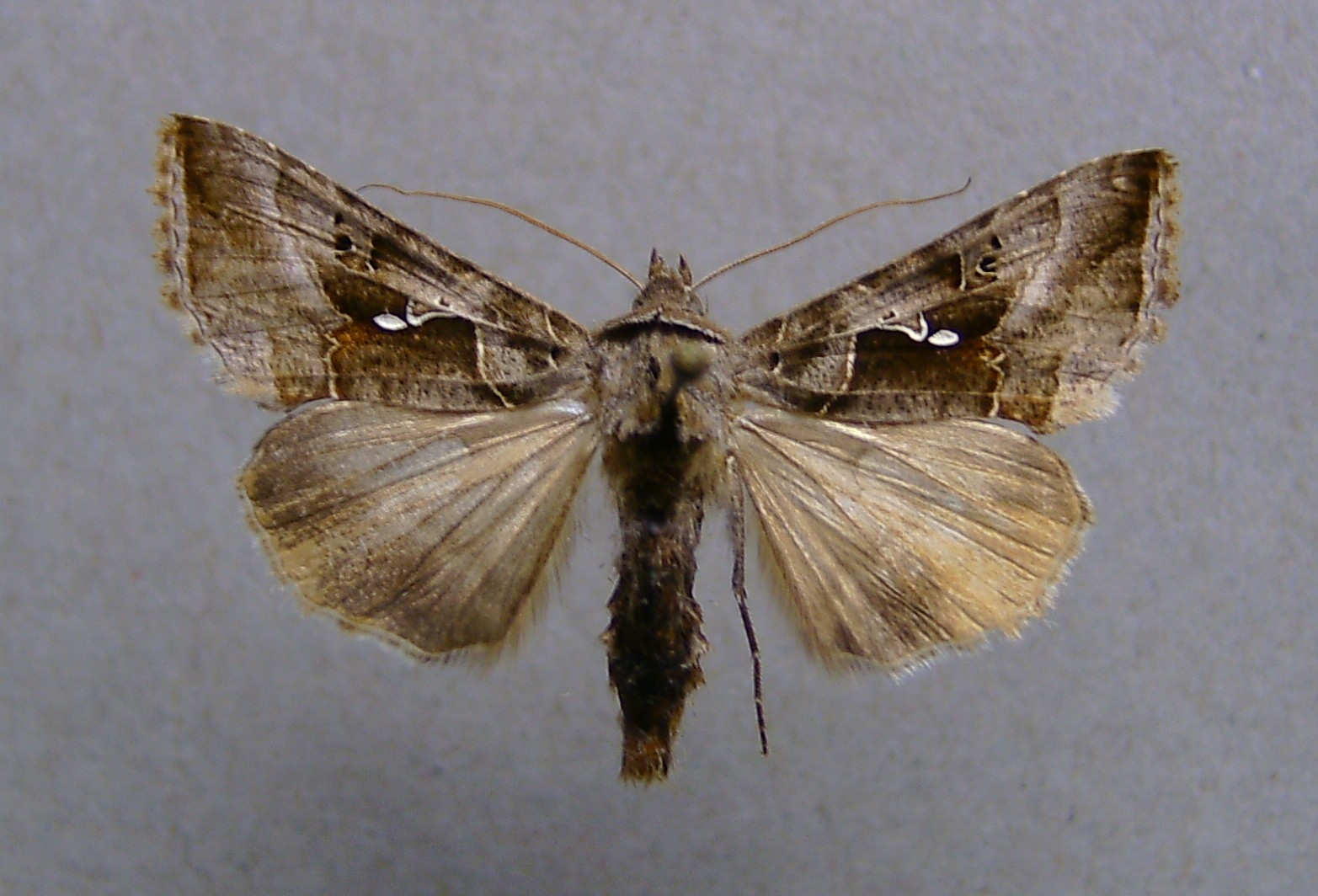
Autographa nigrisigna
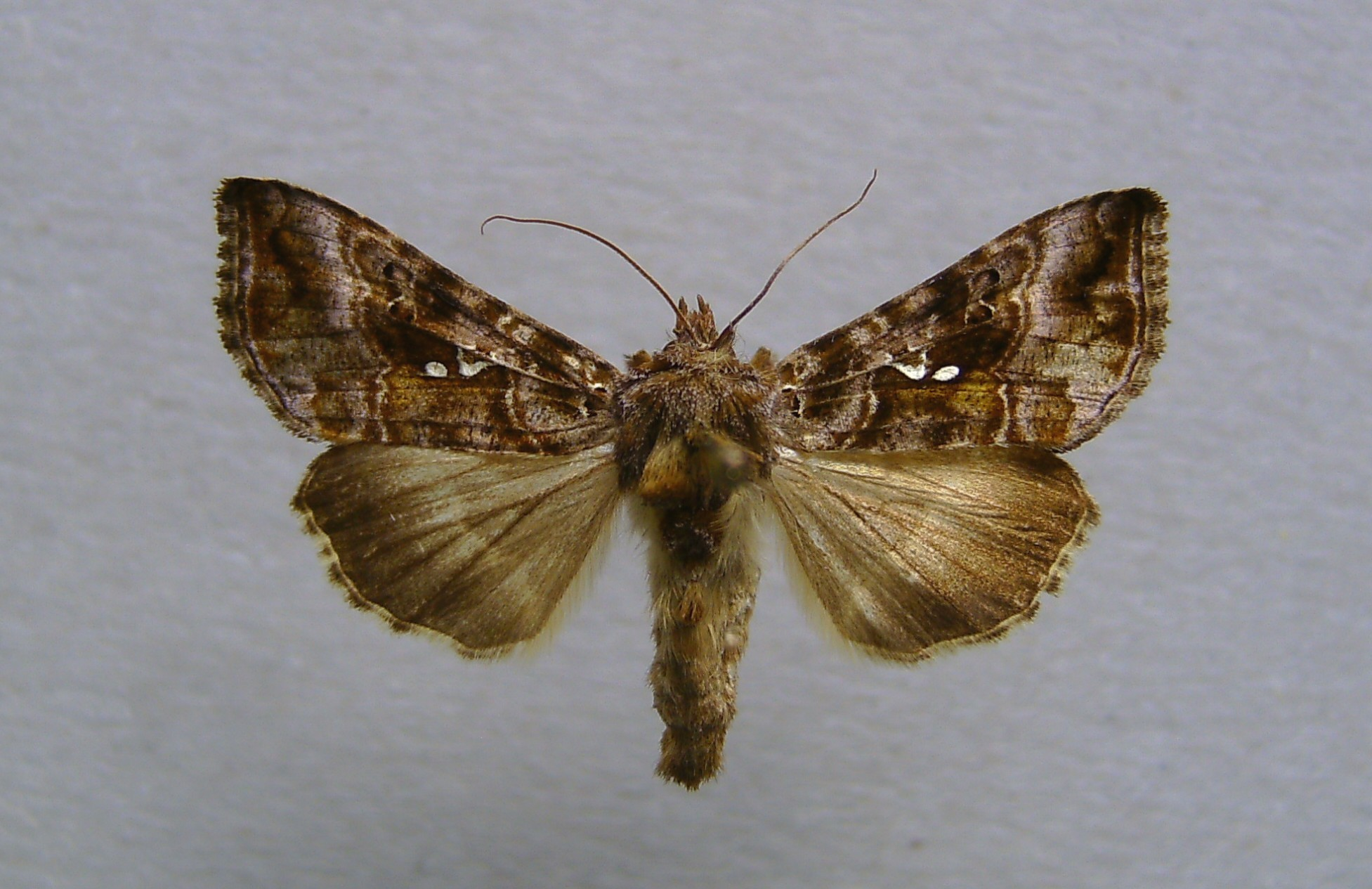
Autographa buraetica
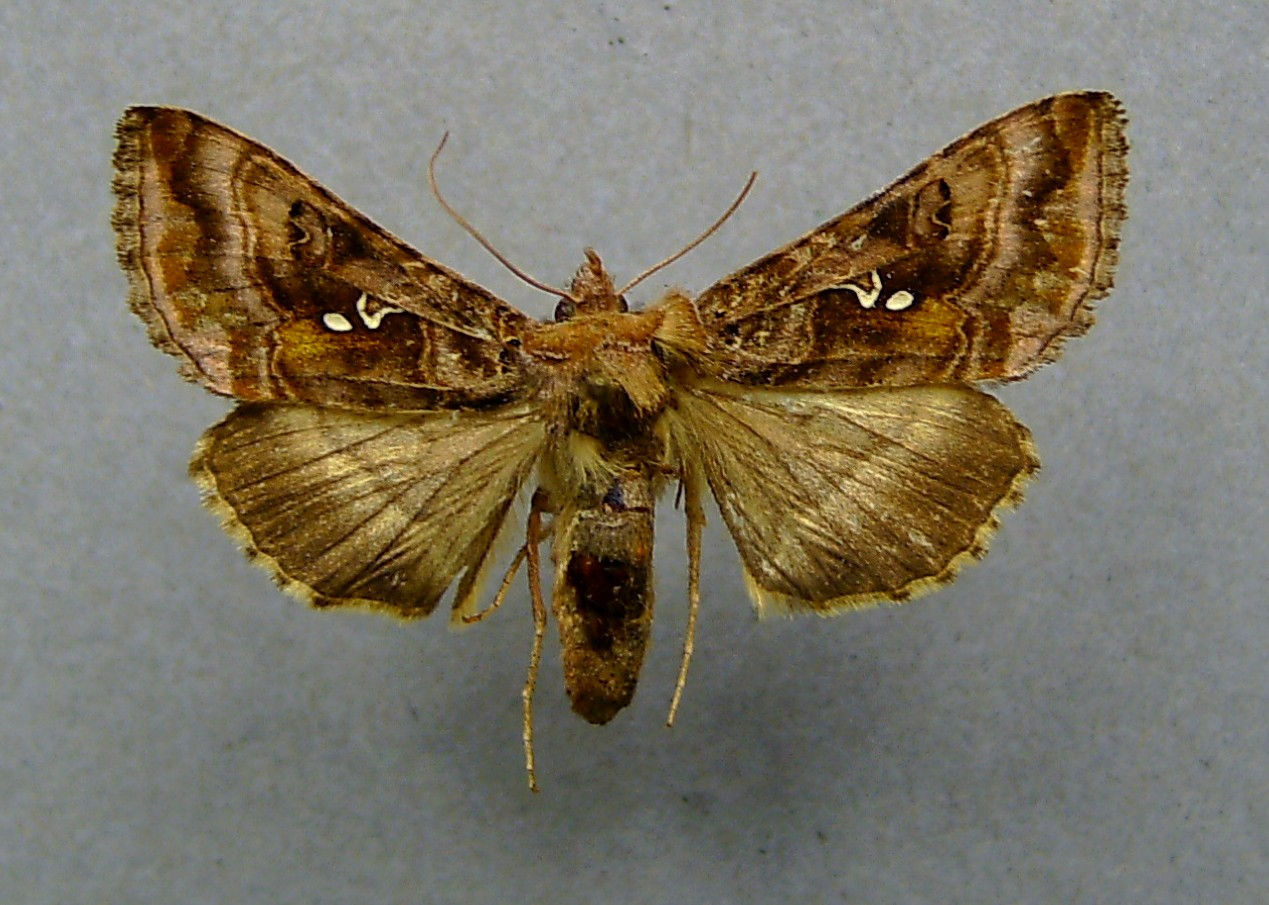
Autographa pulchrina
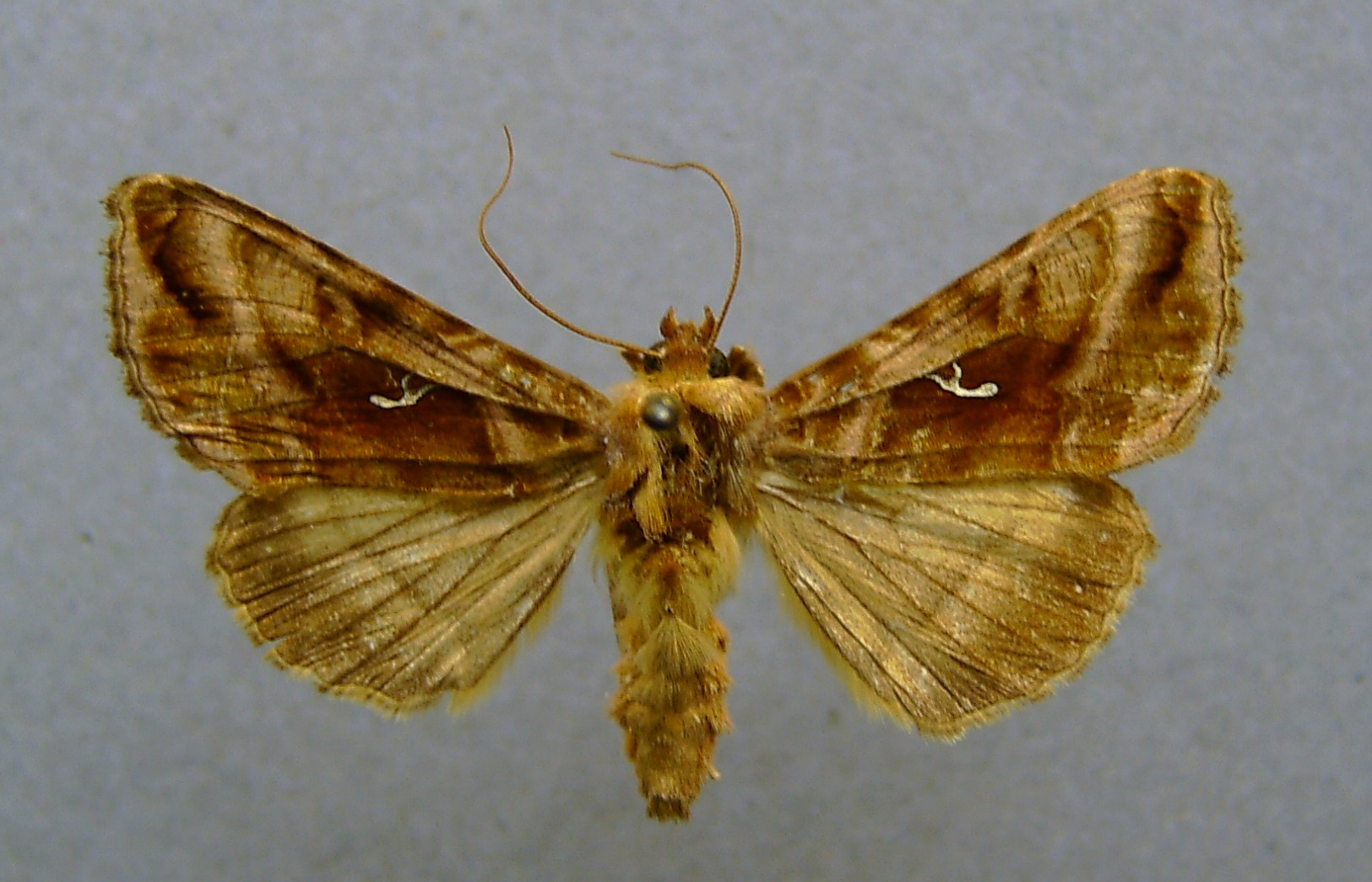
Autographa jota
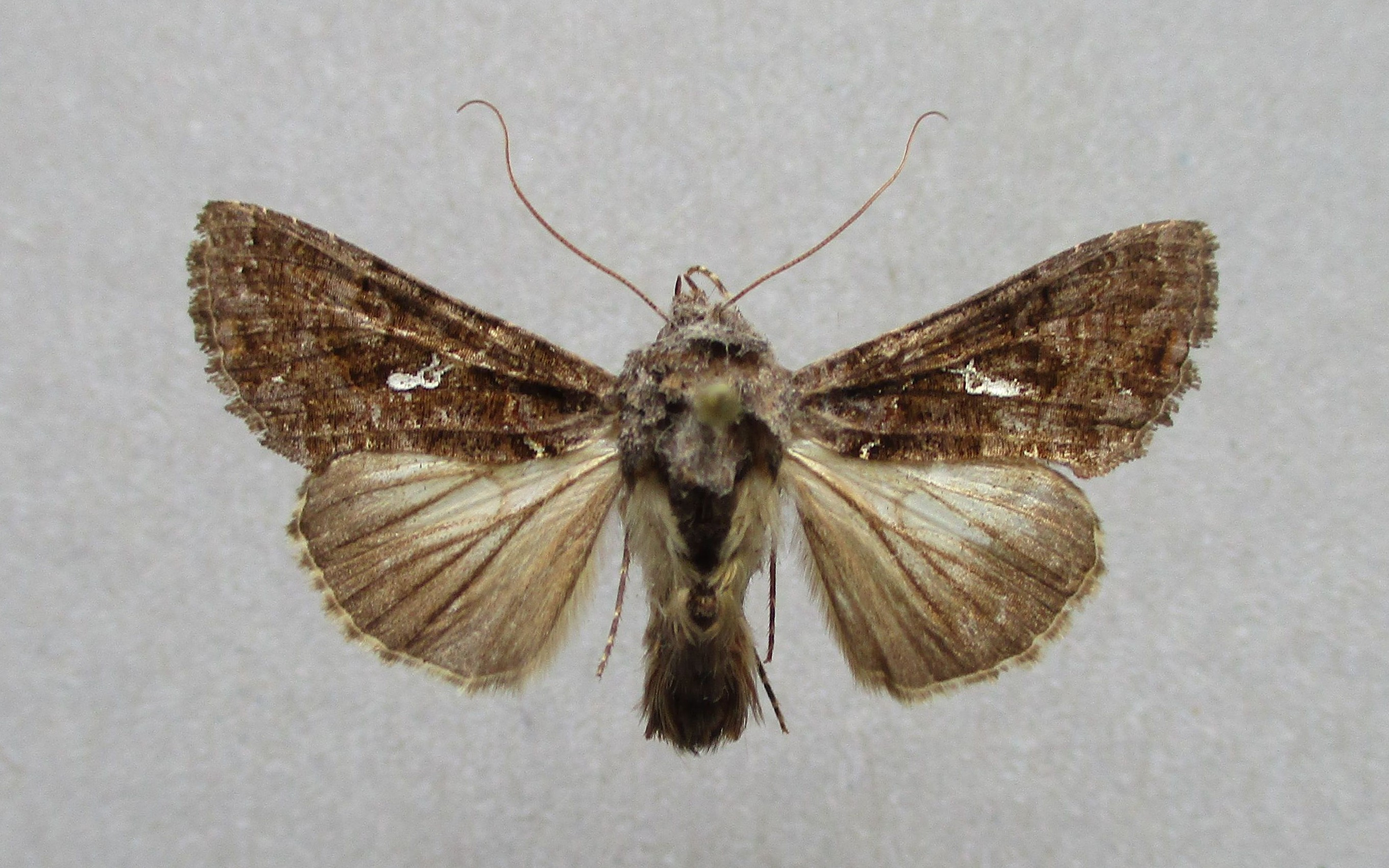
Ctenoplusia limbirena
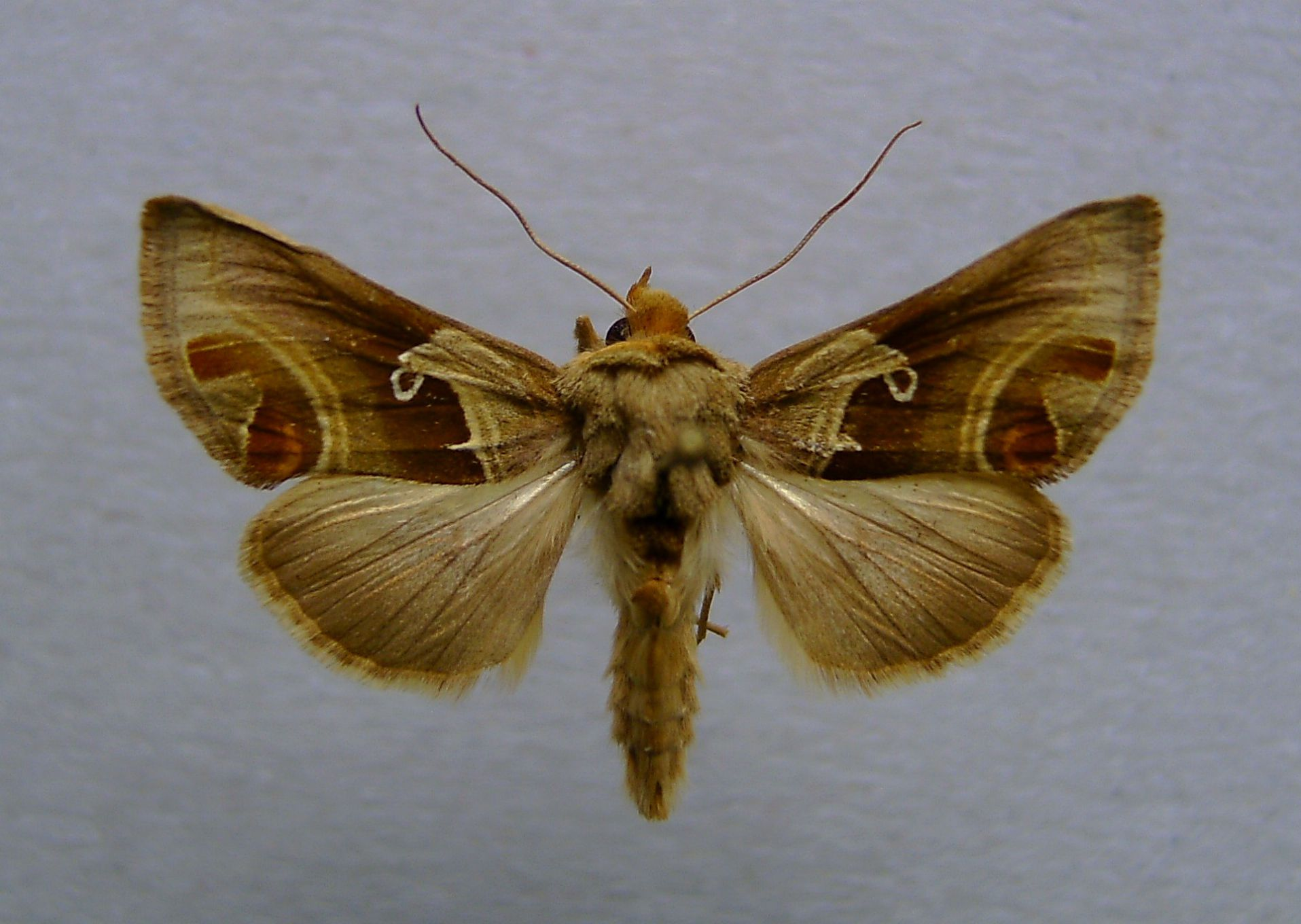
Euchalcia taurica
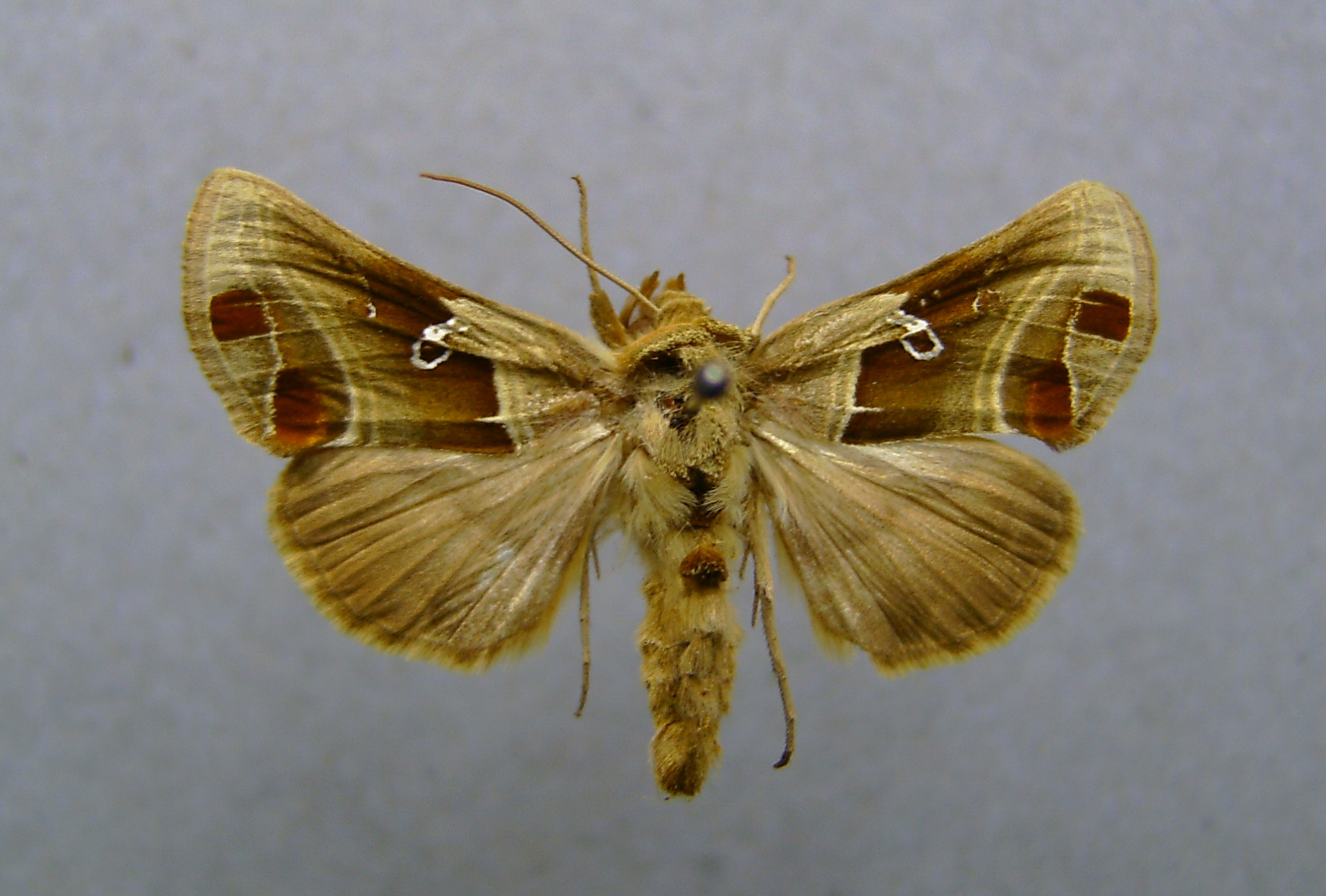
Euchalcia consona
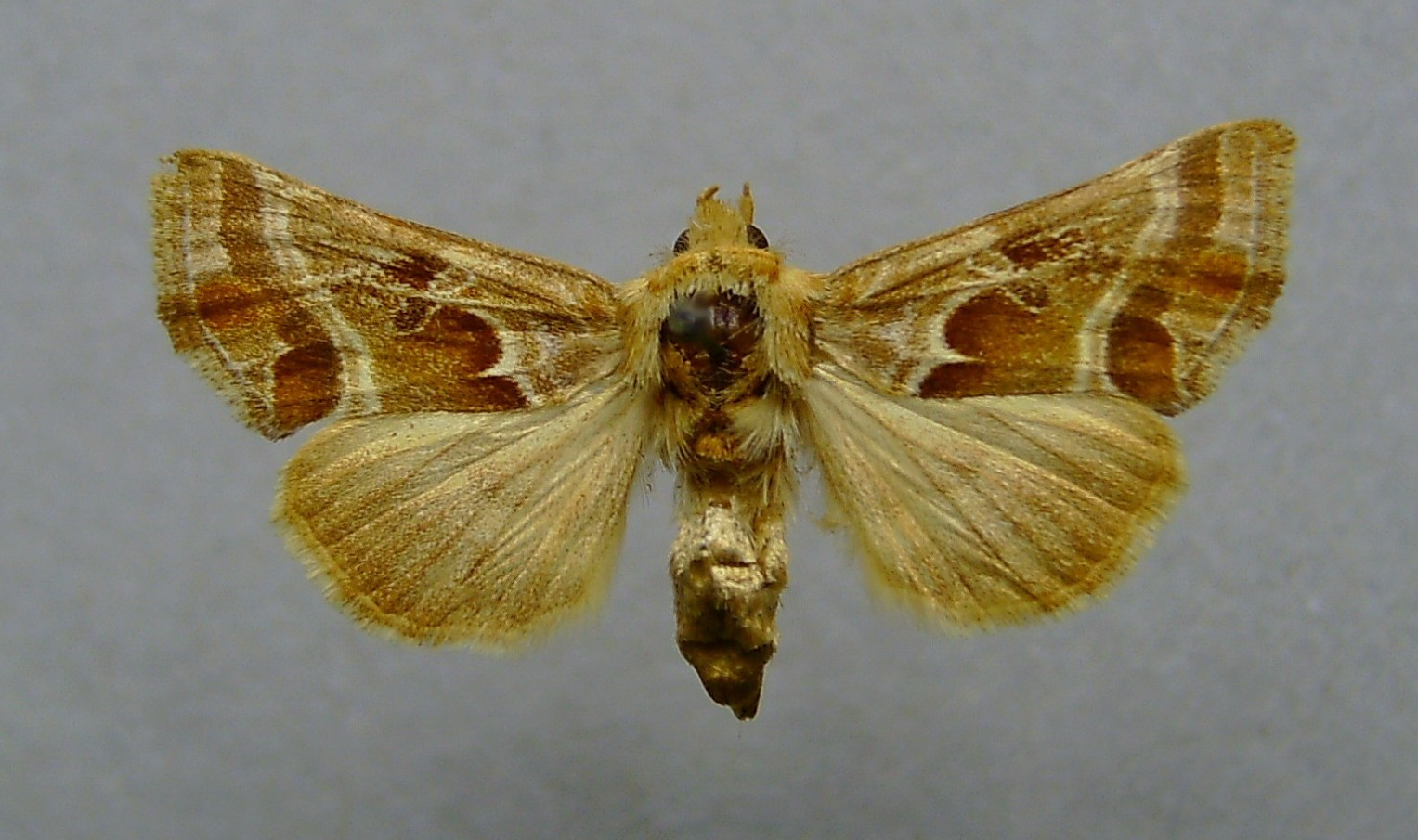
Euchalcia siderifera
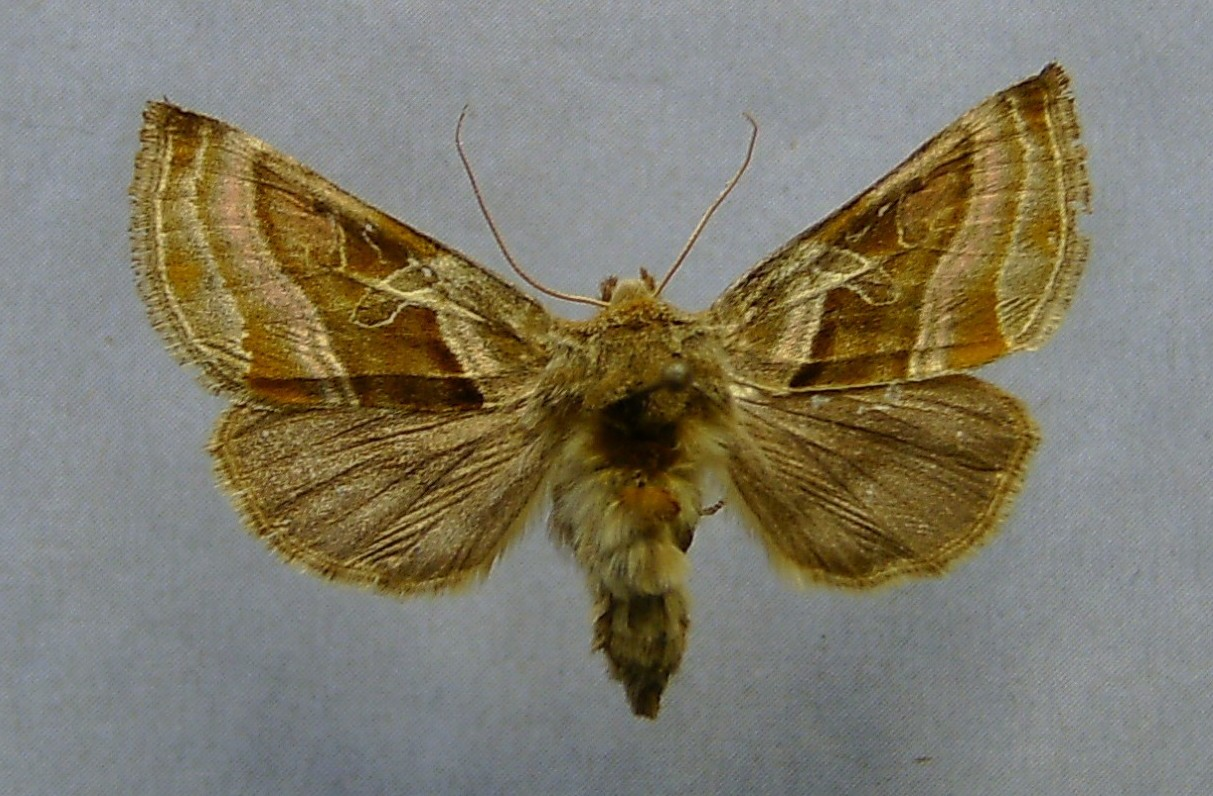
Euchalcia variabilis
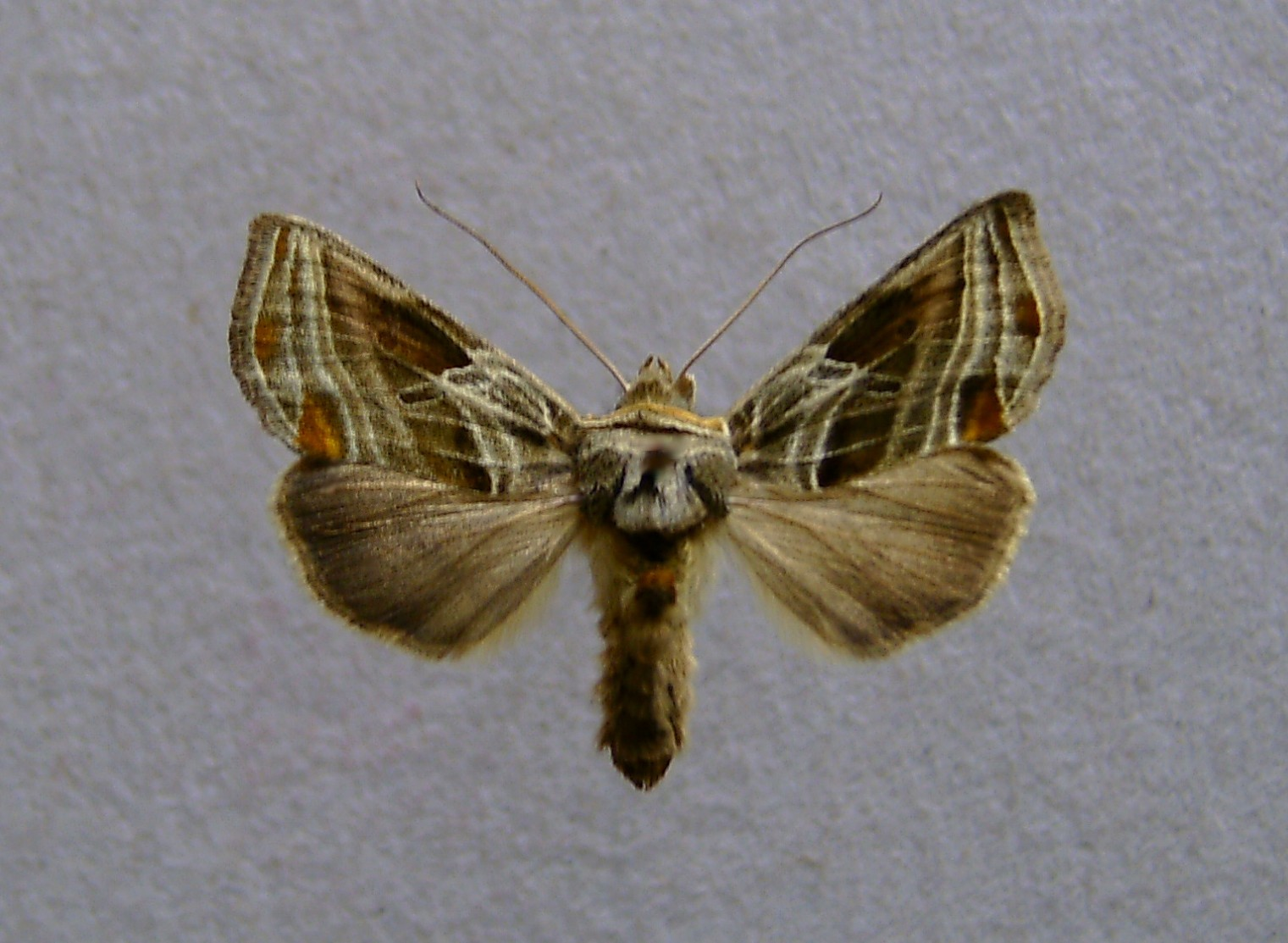
Euchalcia modestoides
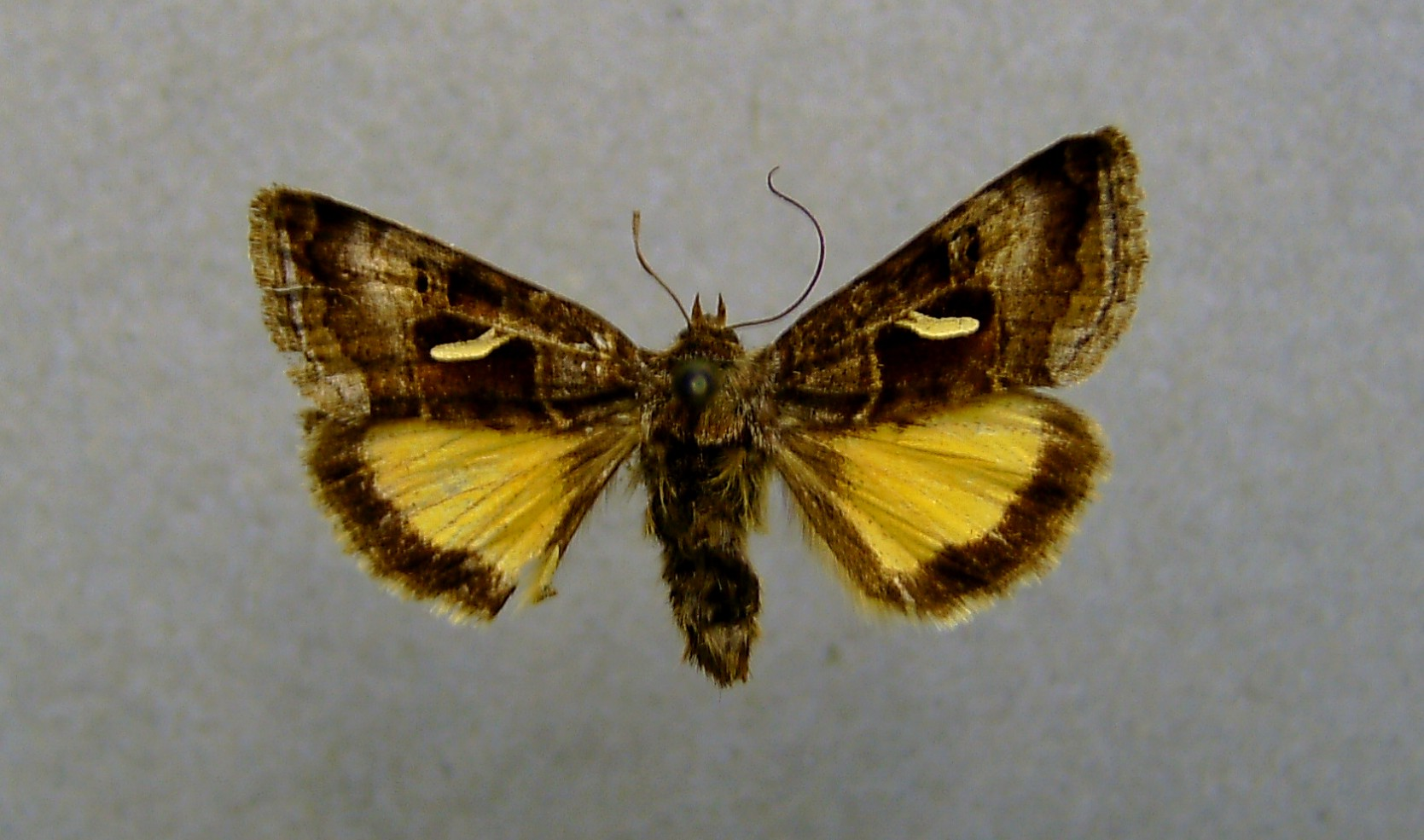
Syngrapha hochenwarthi
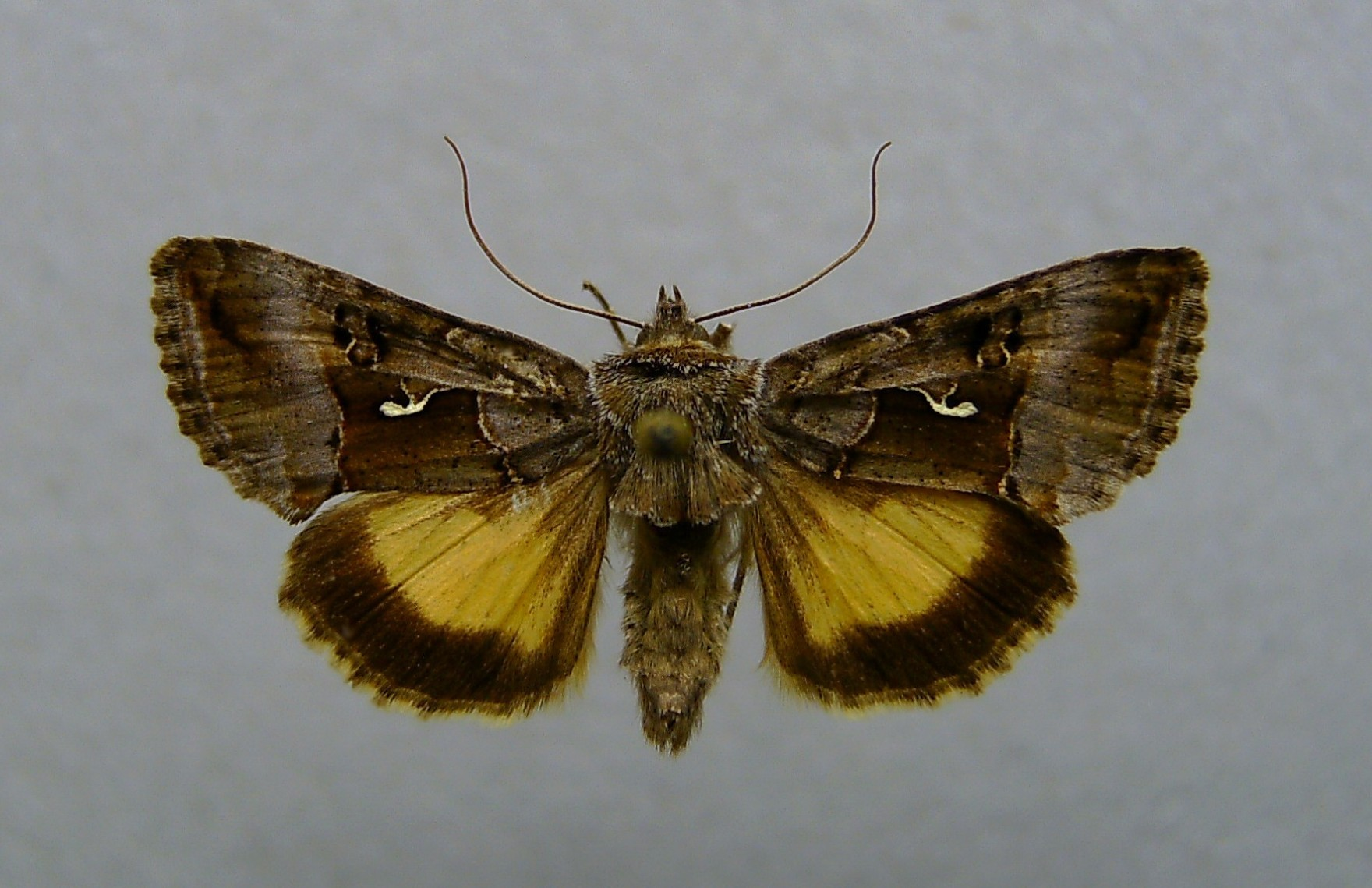
Syngrapha microgamma
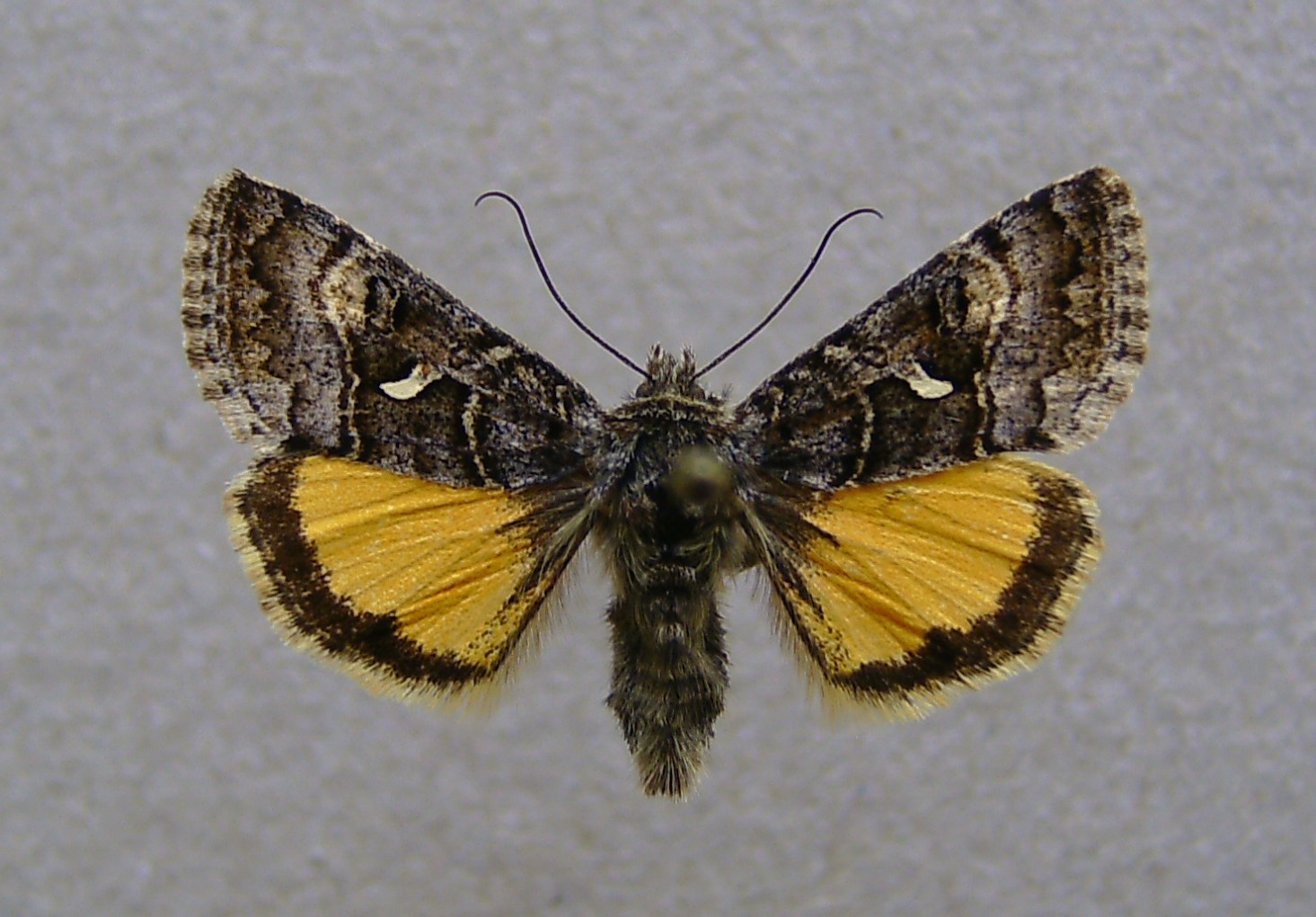
Syngrapha devergens
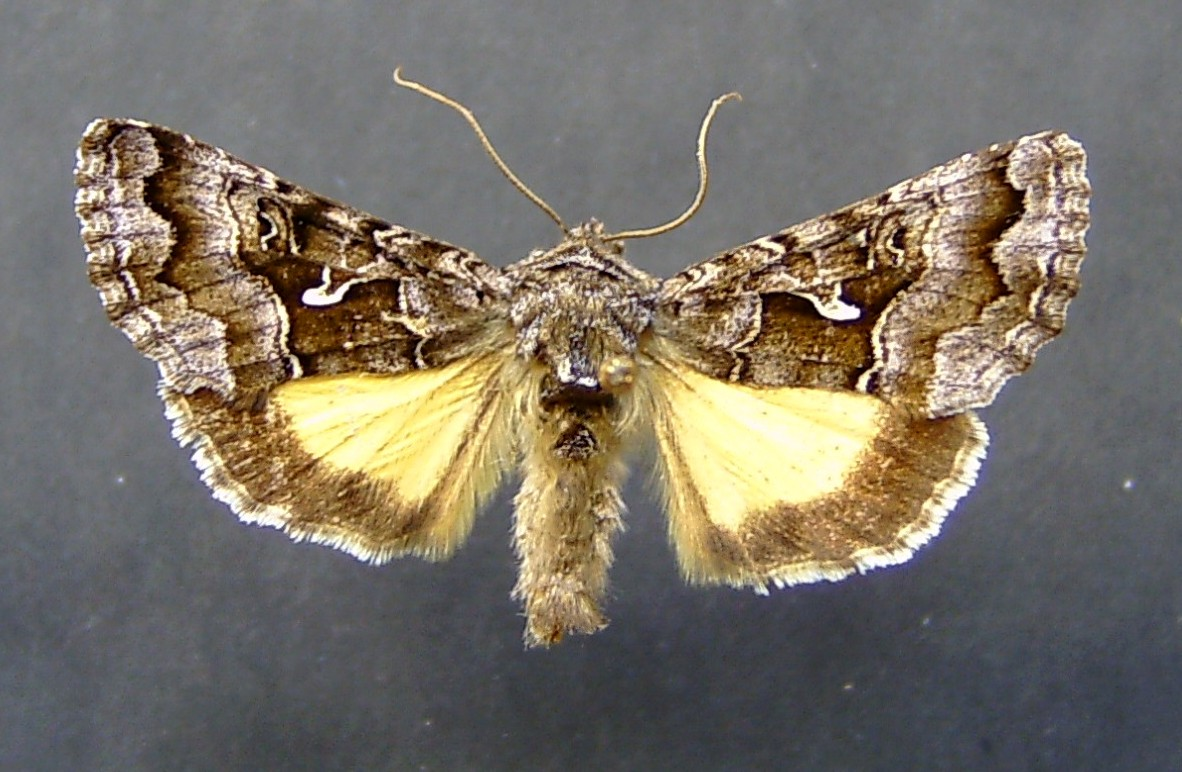
Syngrapha ain
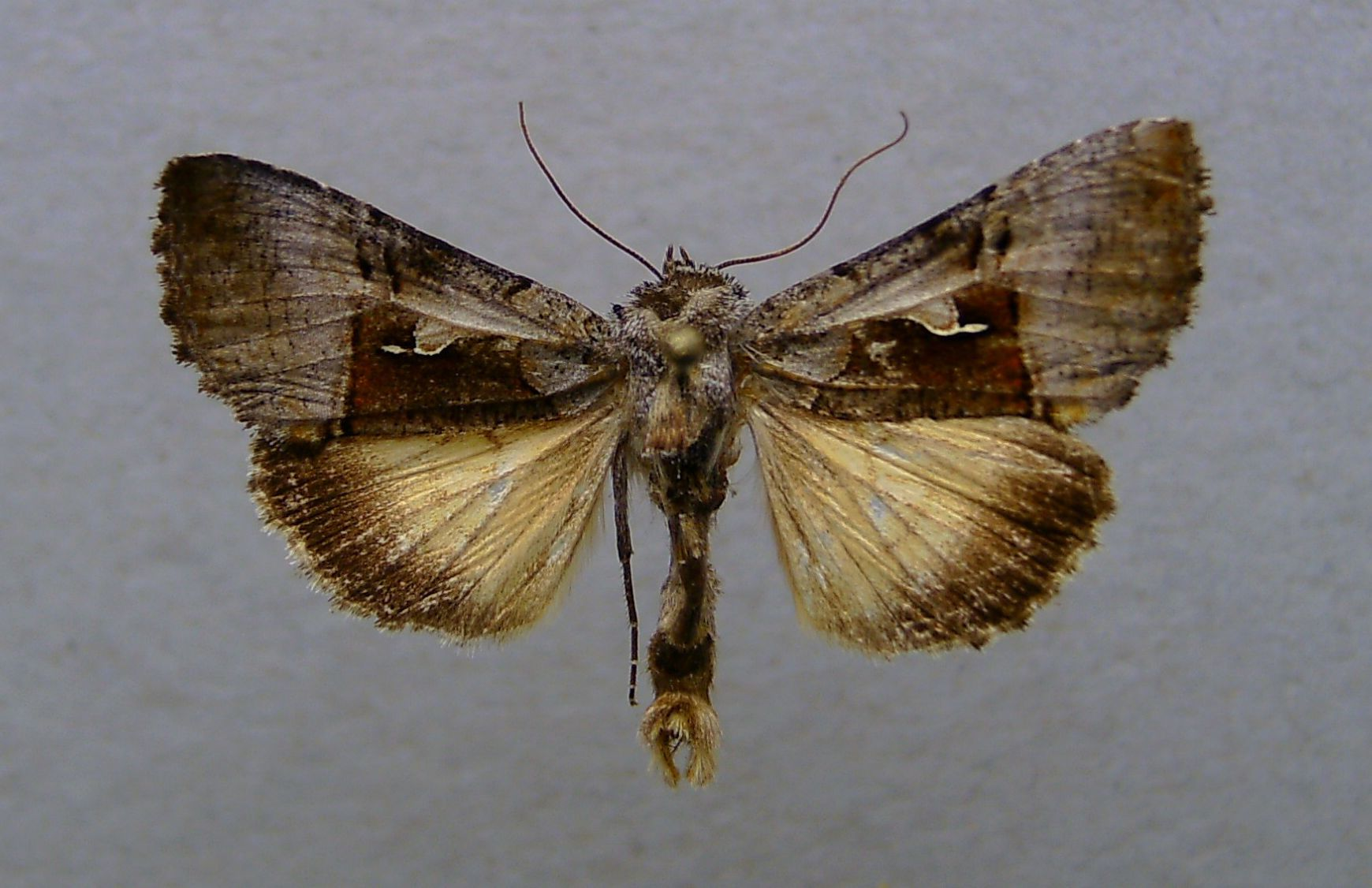
Syngrapha diasema
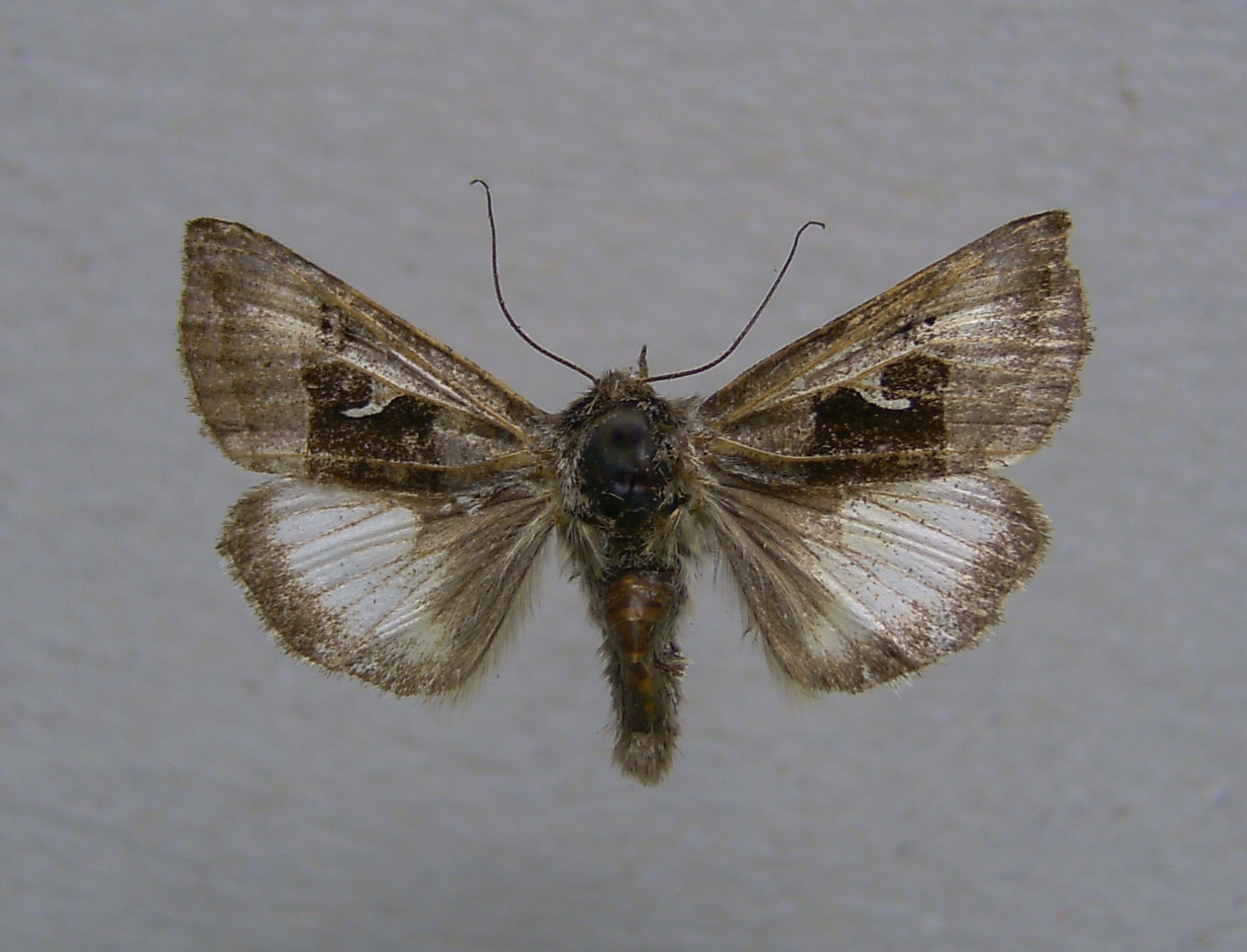
Syngrapha parilis
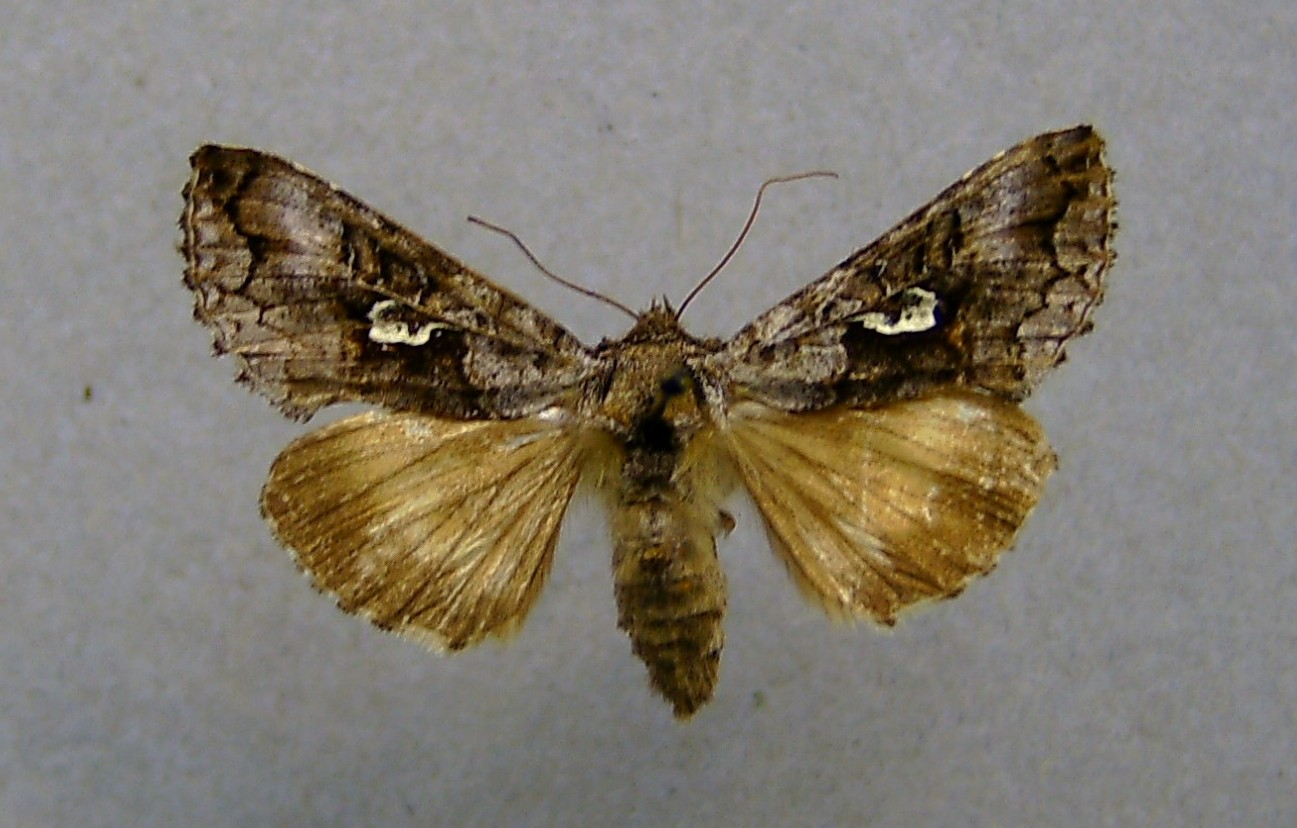
Syngrapha interrogationis
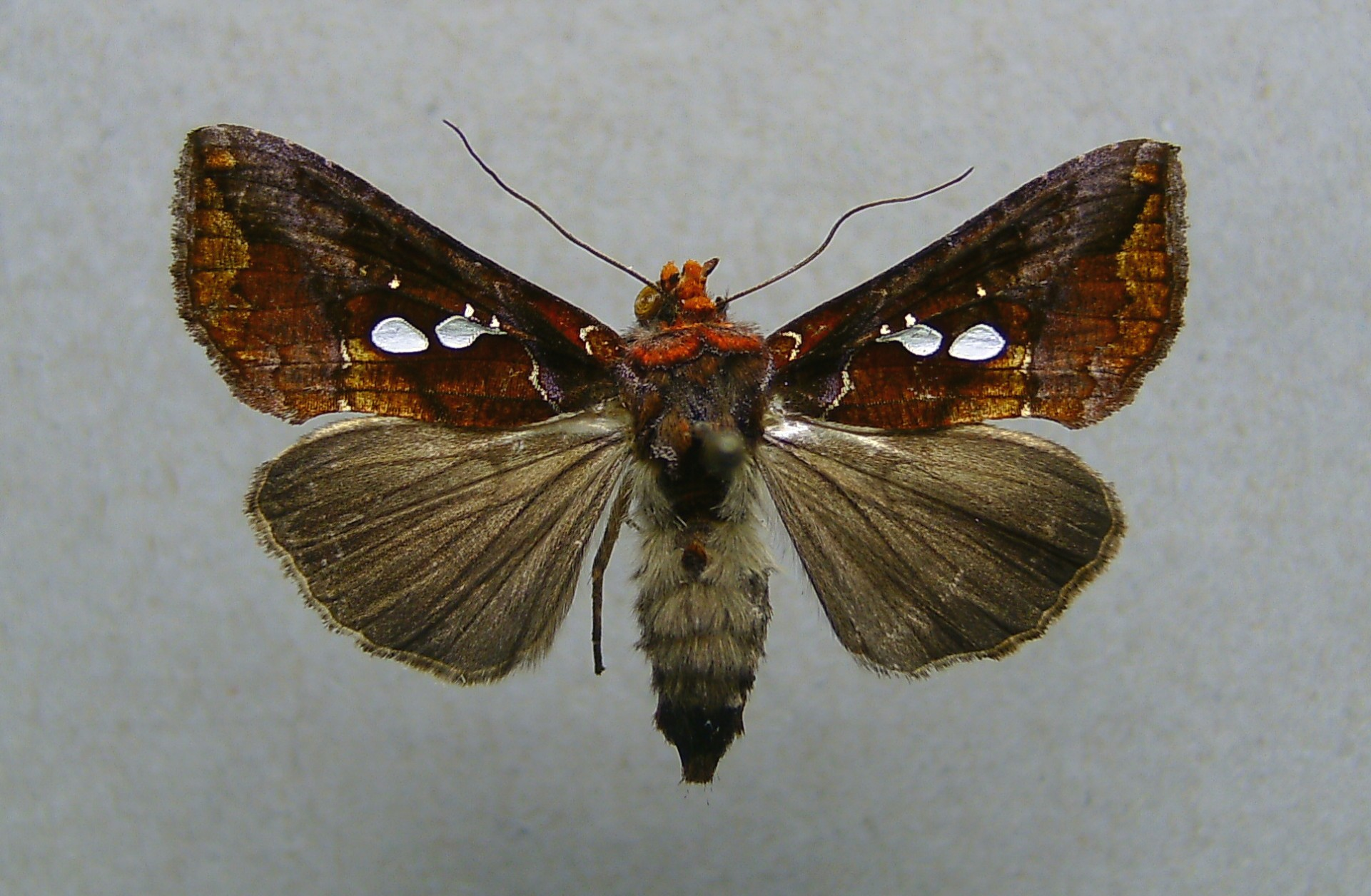
Antoculeora ornatissima
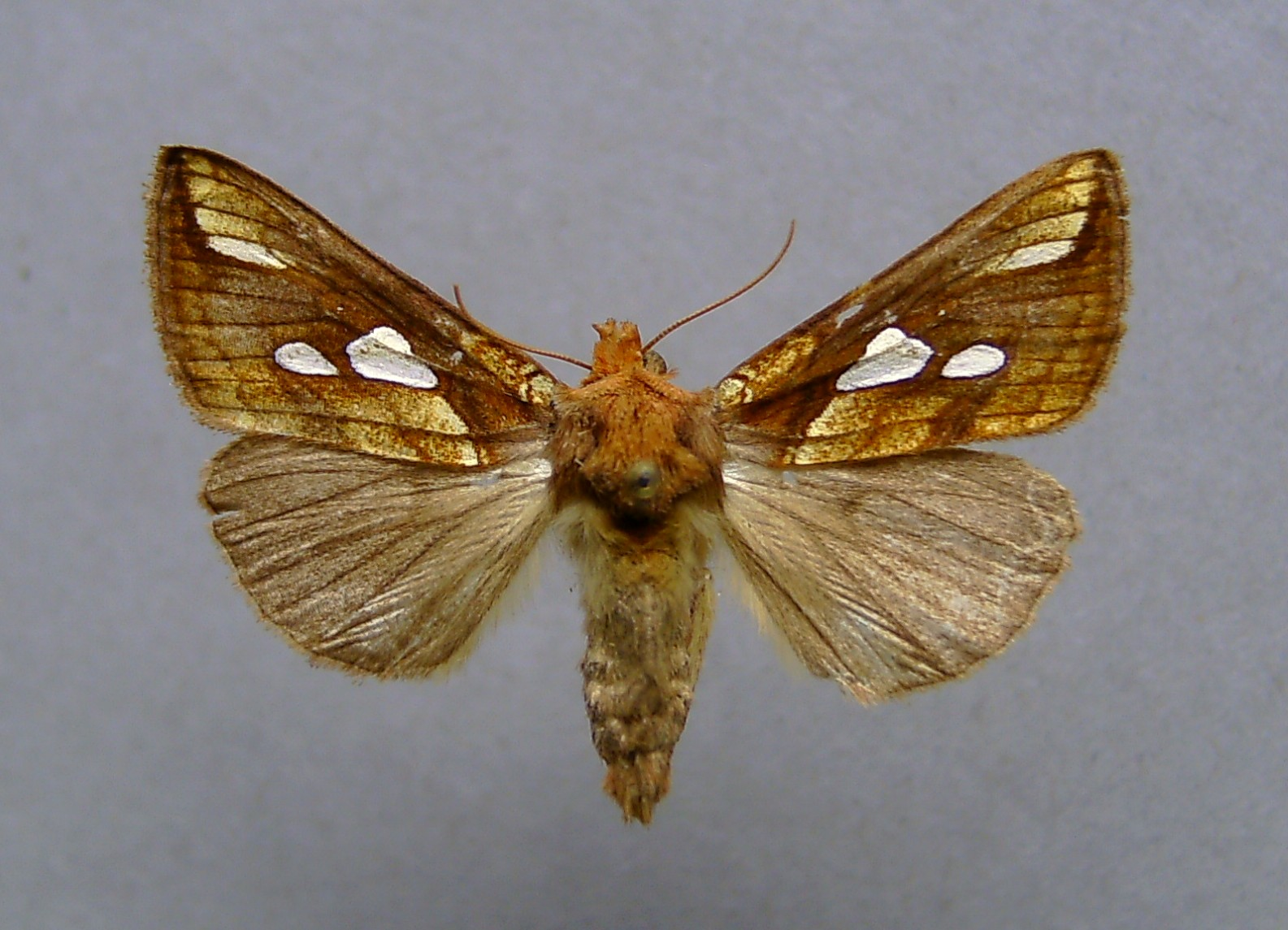
Plusia festucae
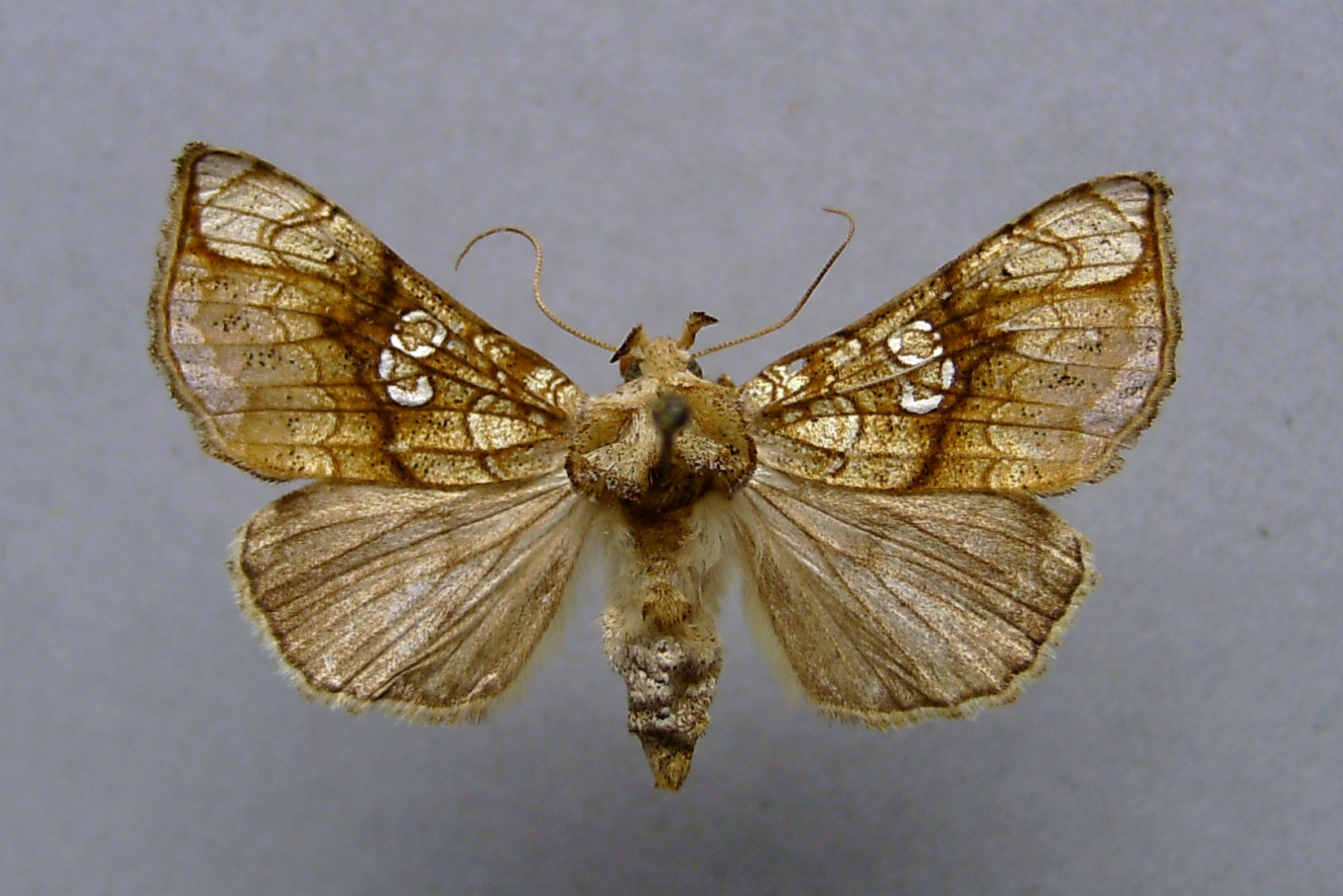
Polychrysia moneta
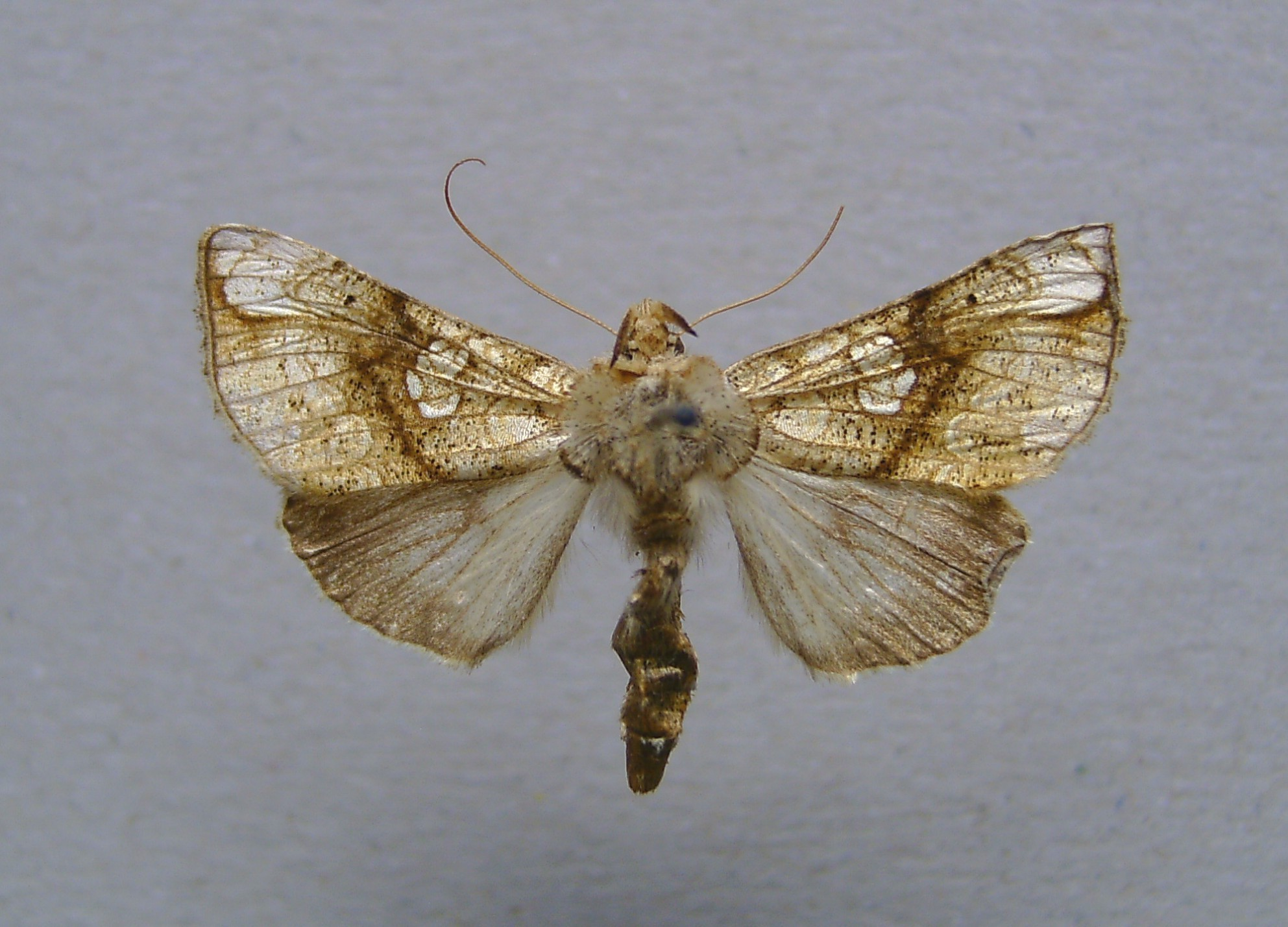
Polychrysia esmeralda
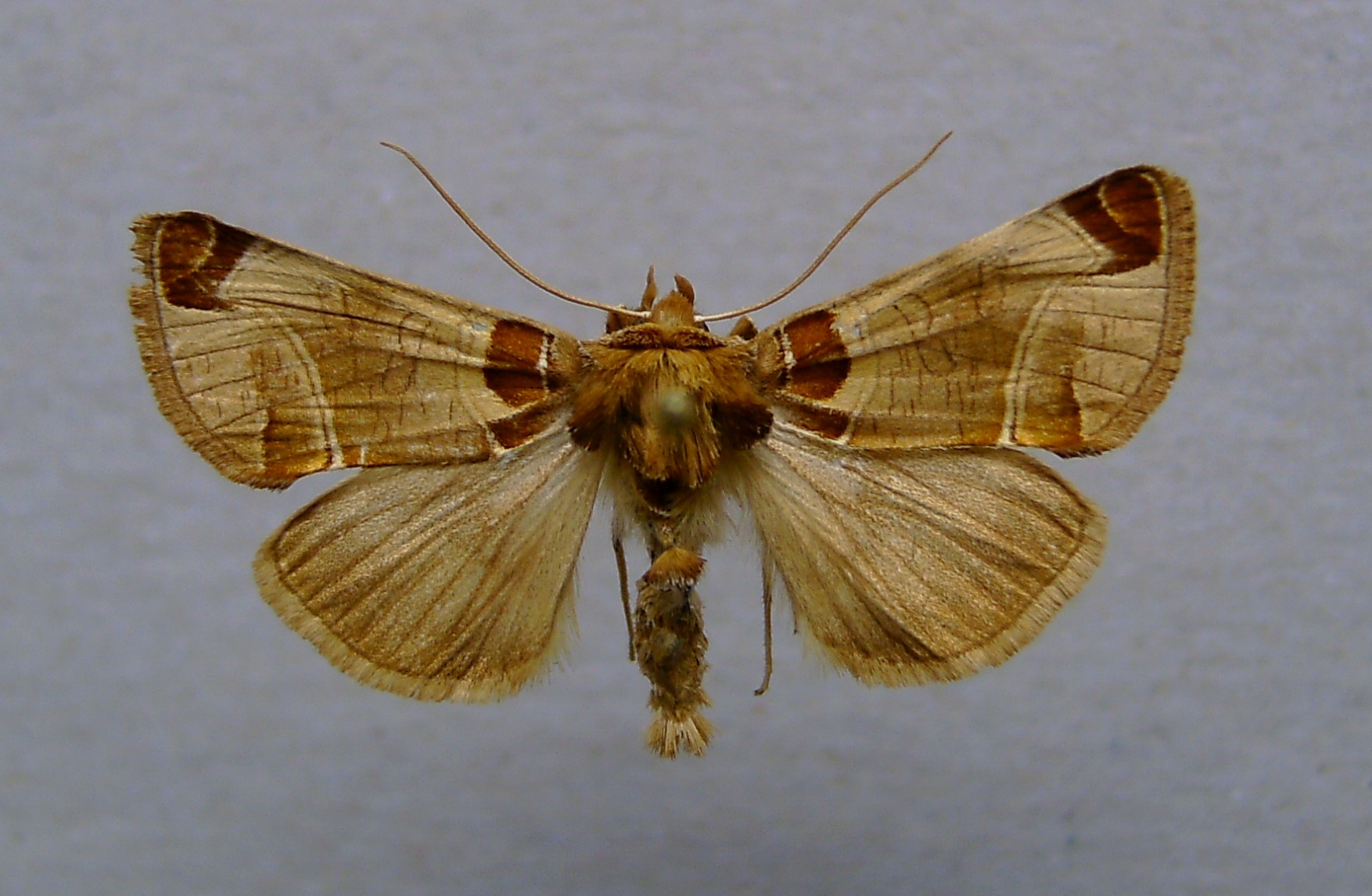
Plusidia cheiranthi
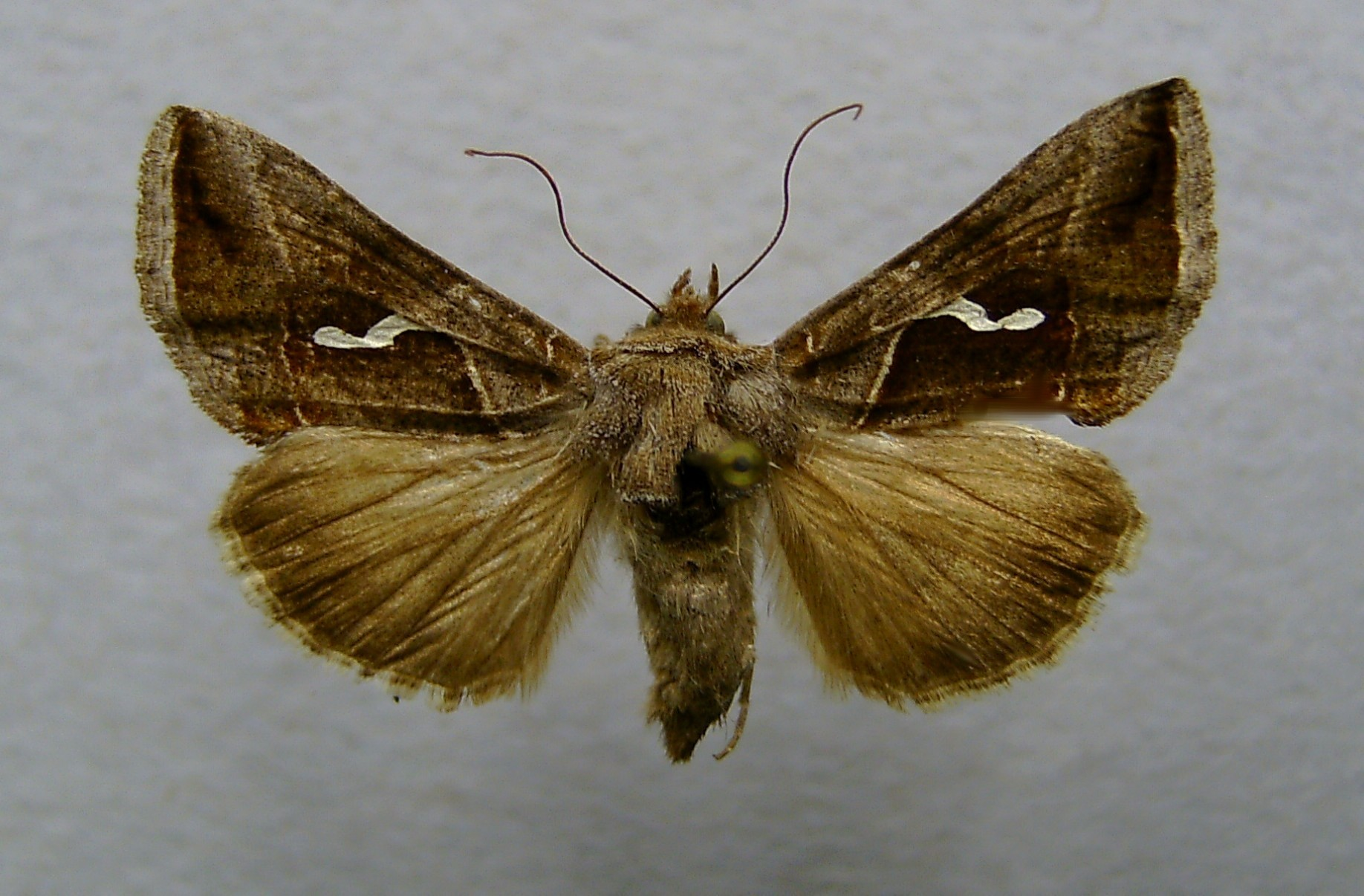
Macdunnoughia confusa
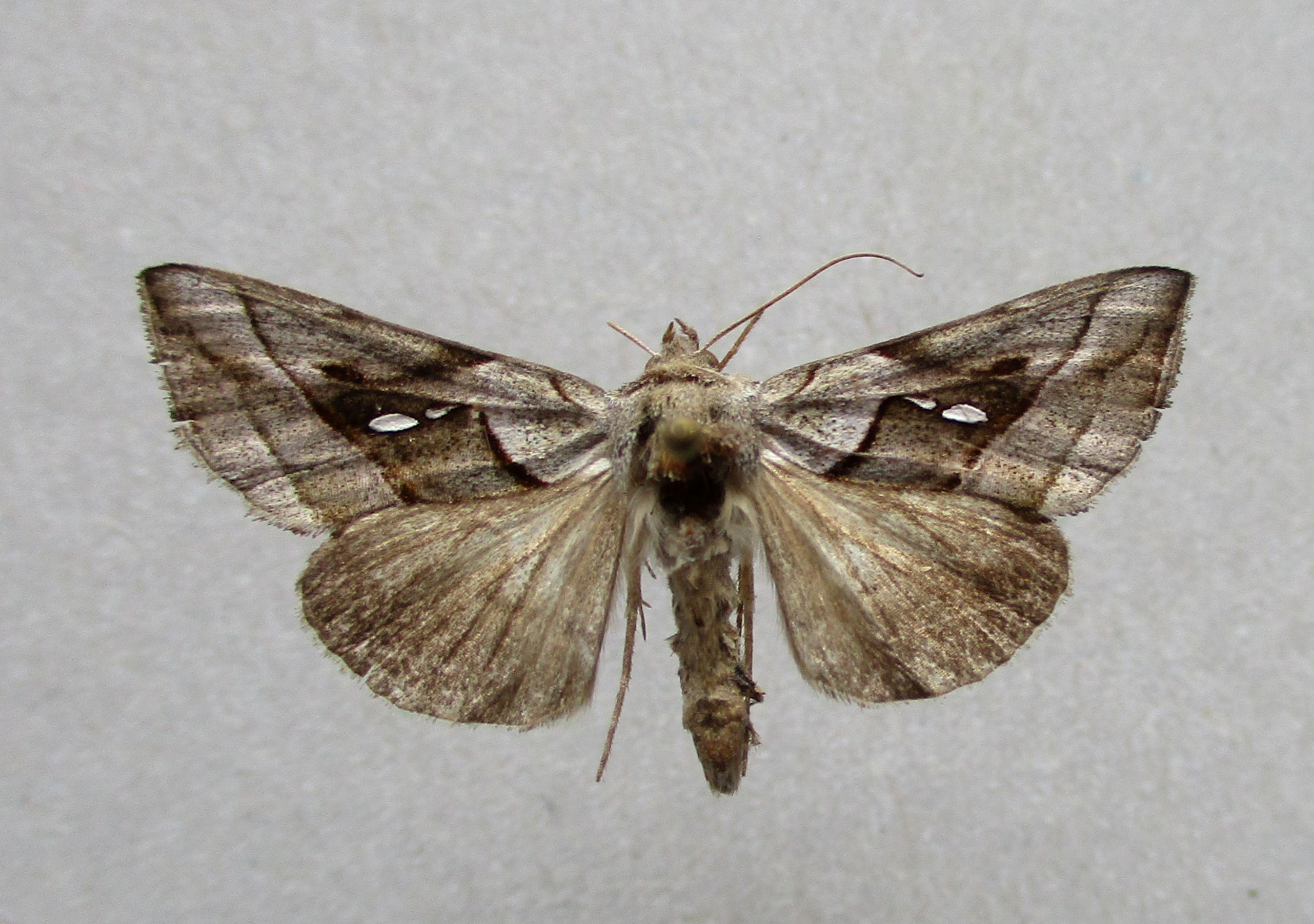
Macdunnoughia purissima
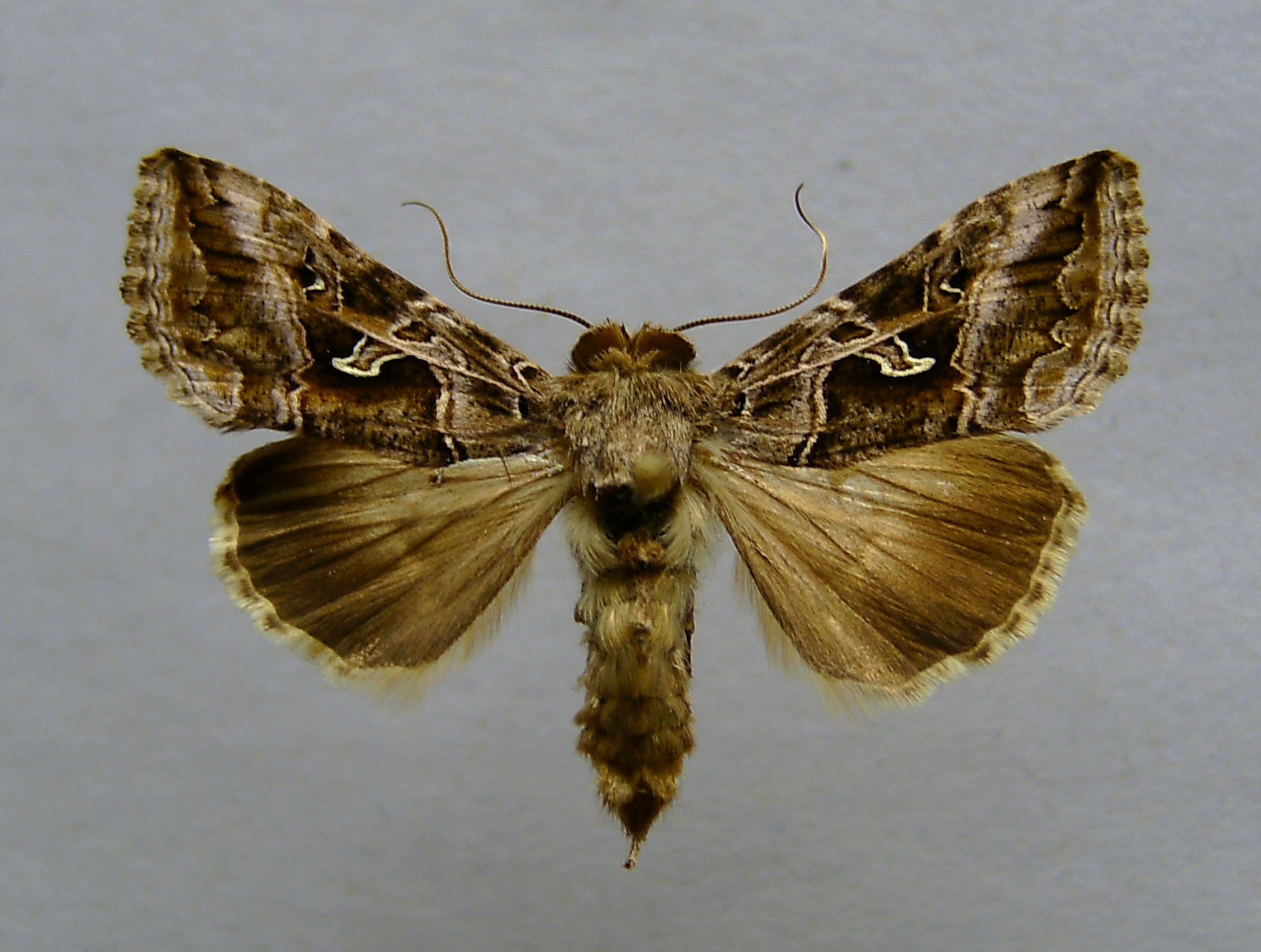
Cornutiplusia circumflexa
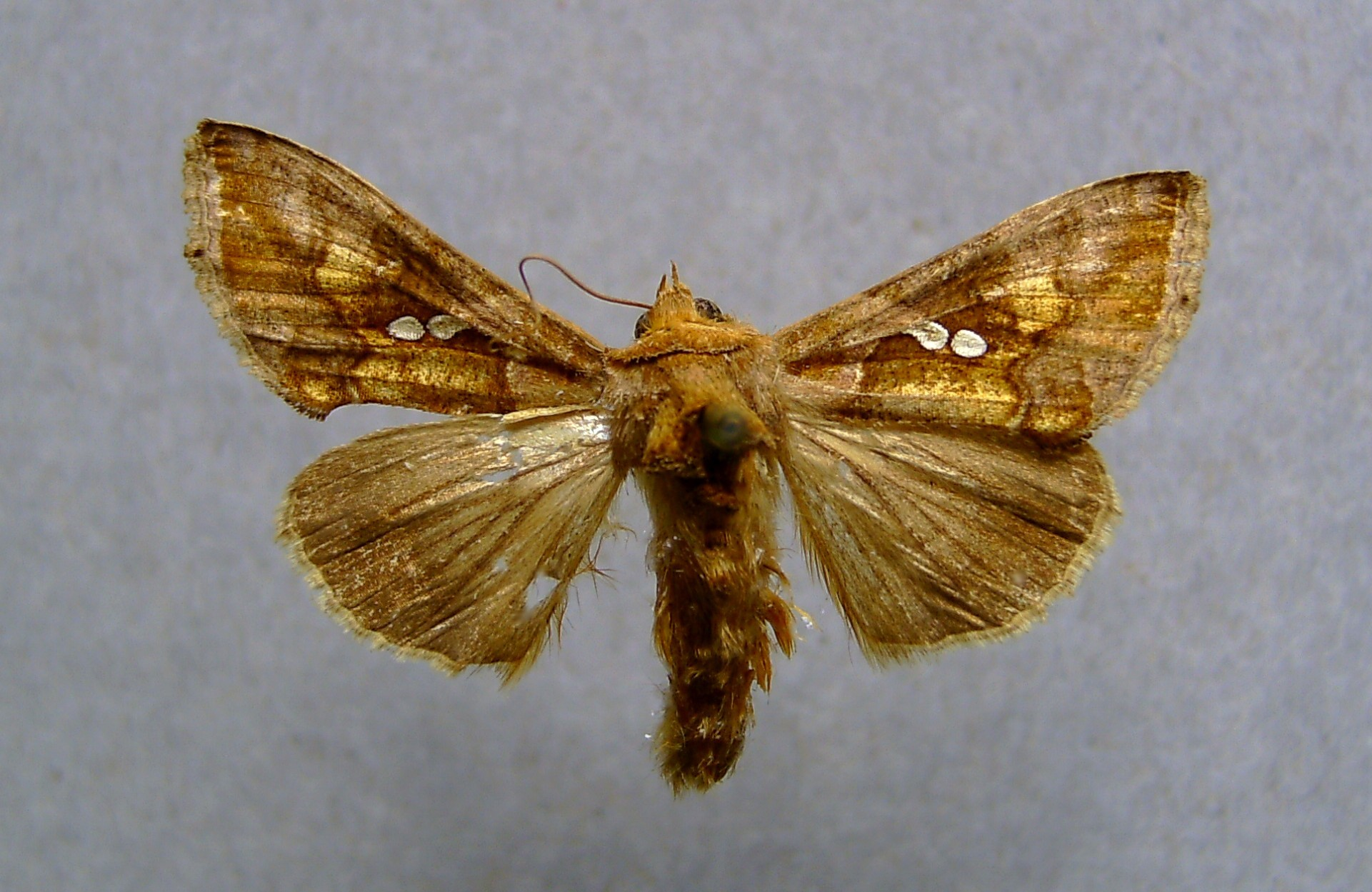
Chrysodeixis chalcites
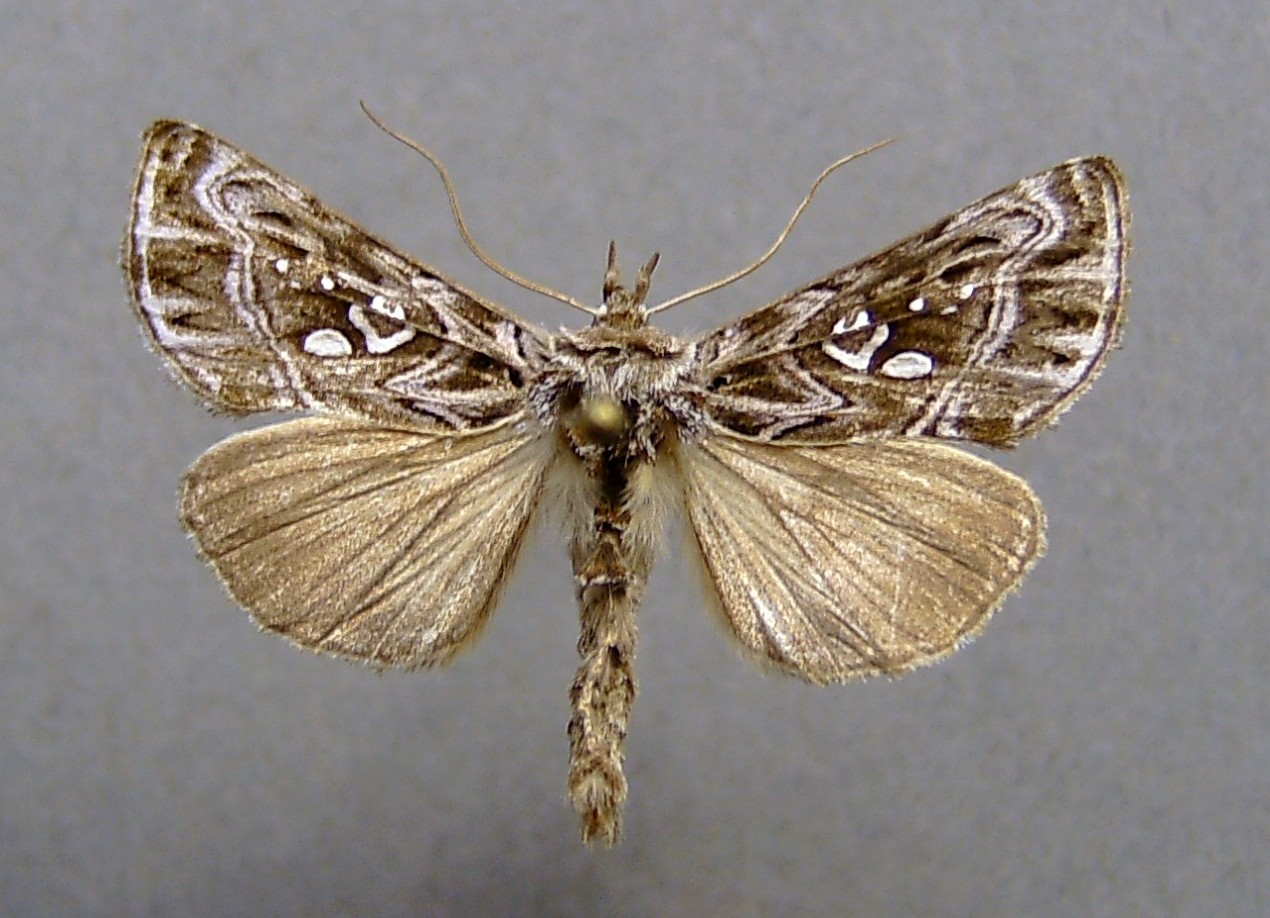
Panchrysia ornata
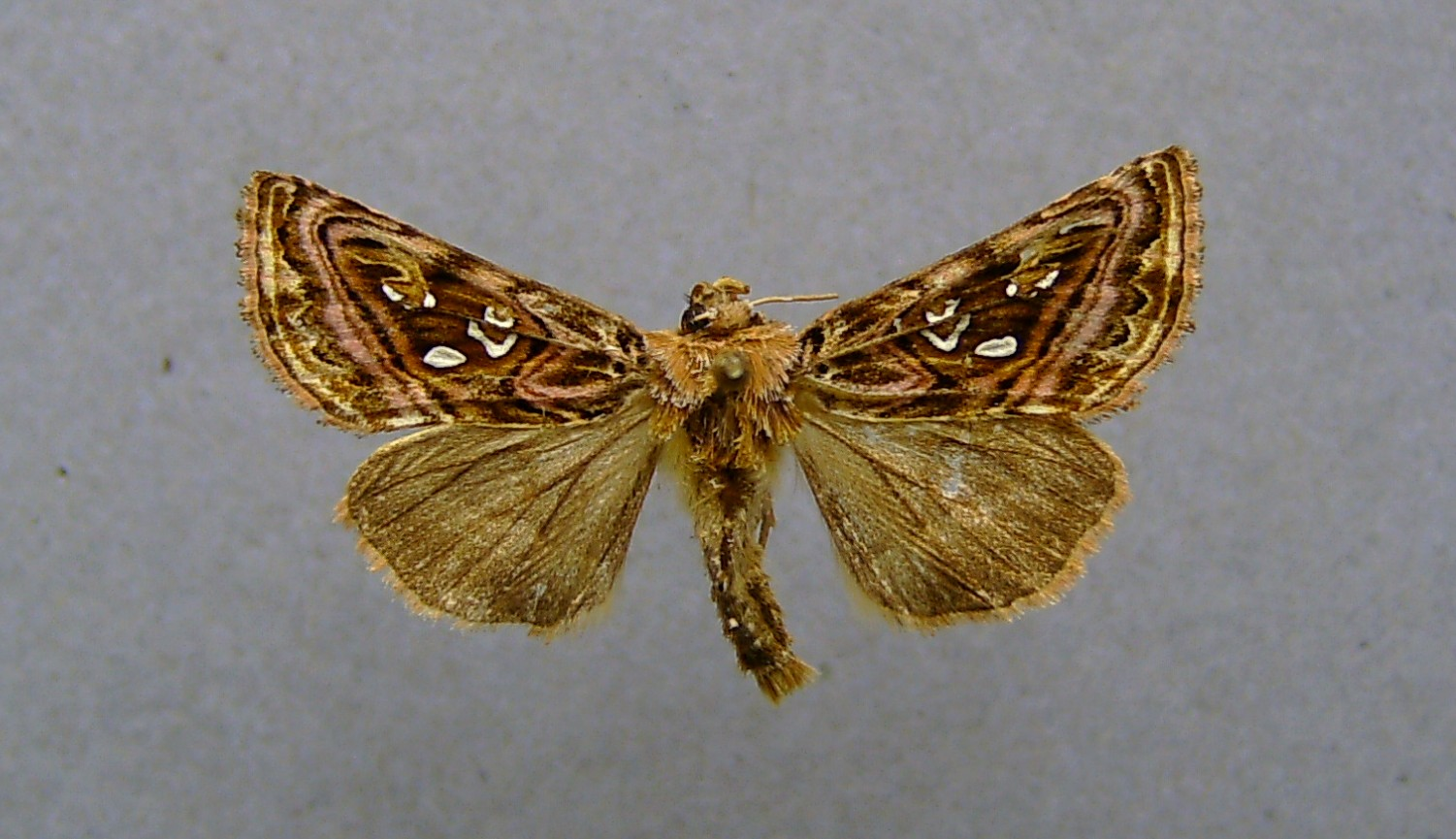
Panchrysia v-argenteum
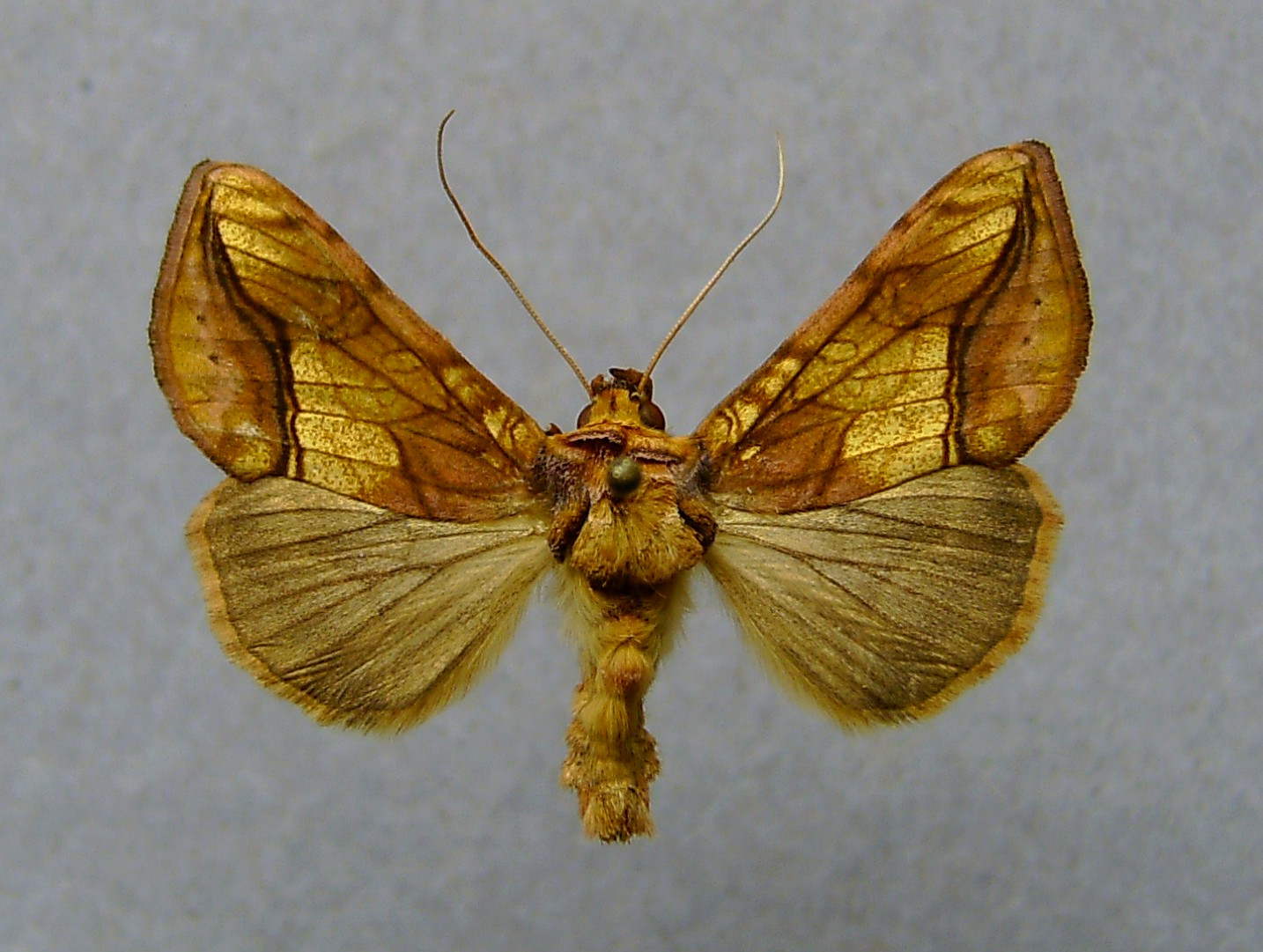
Panchrysia aurea
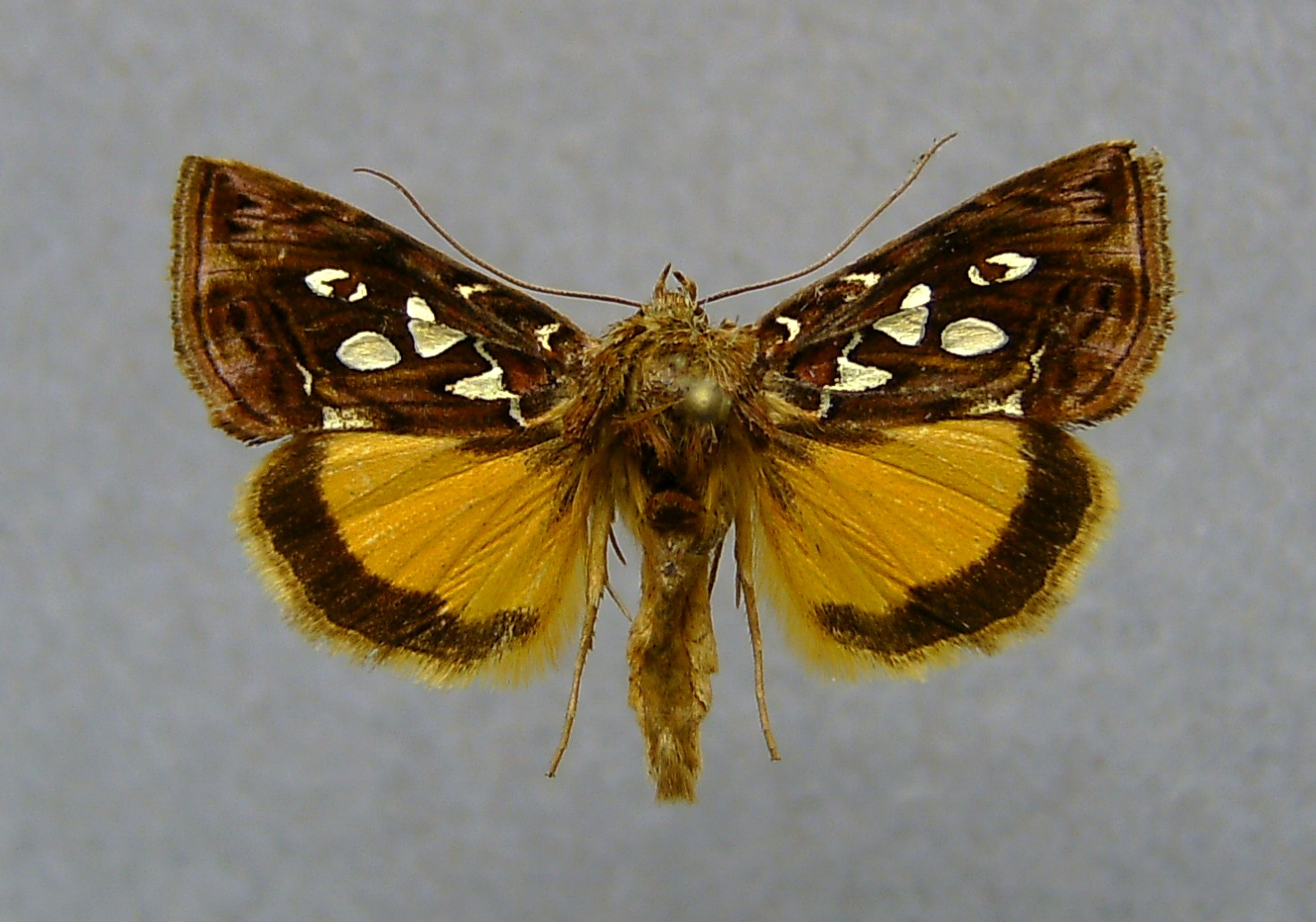
Panchrysia dives
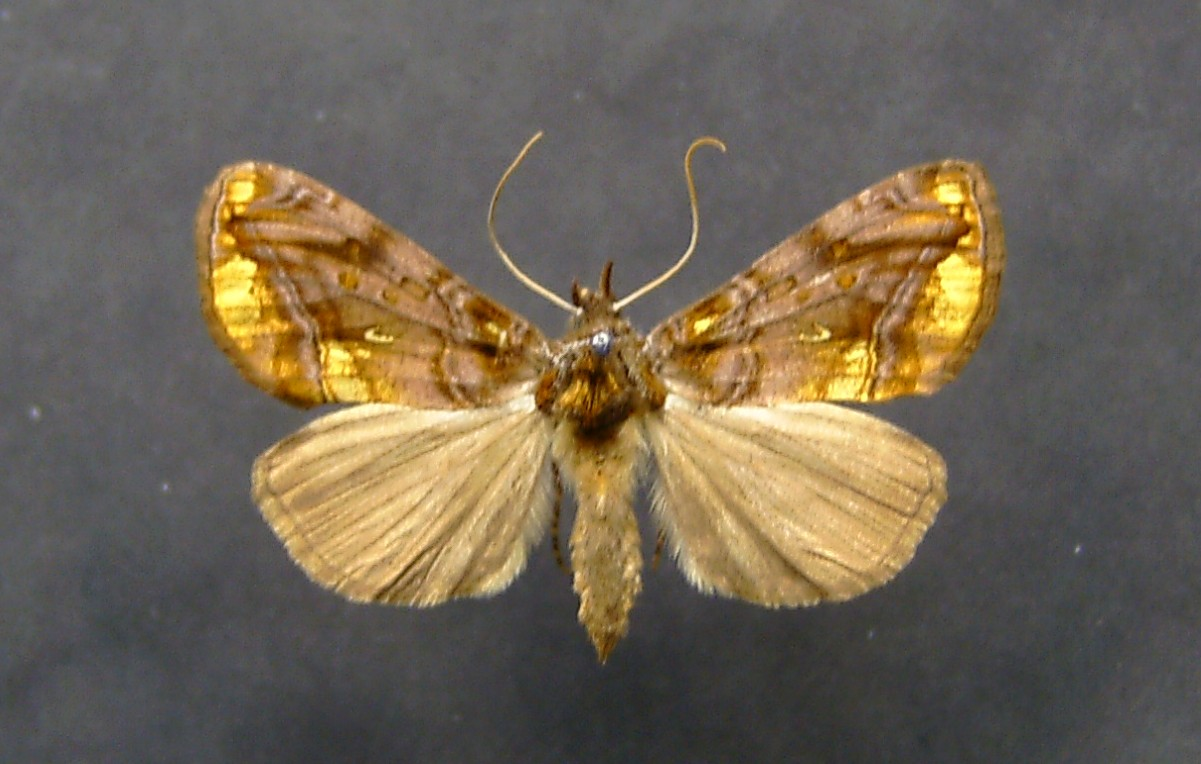
Lamprotes c-aureum
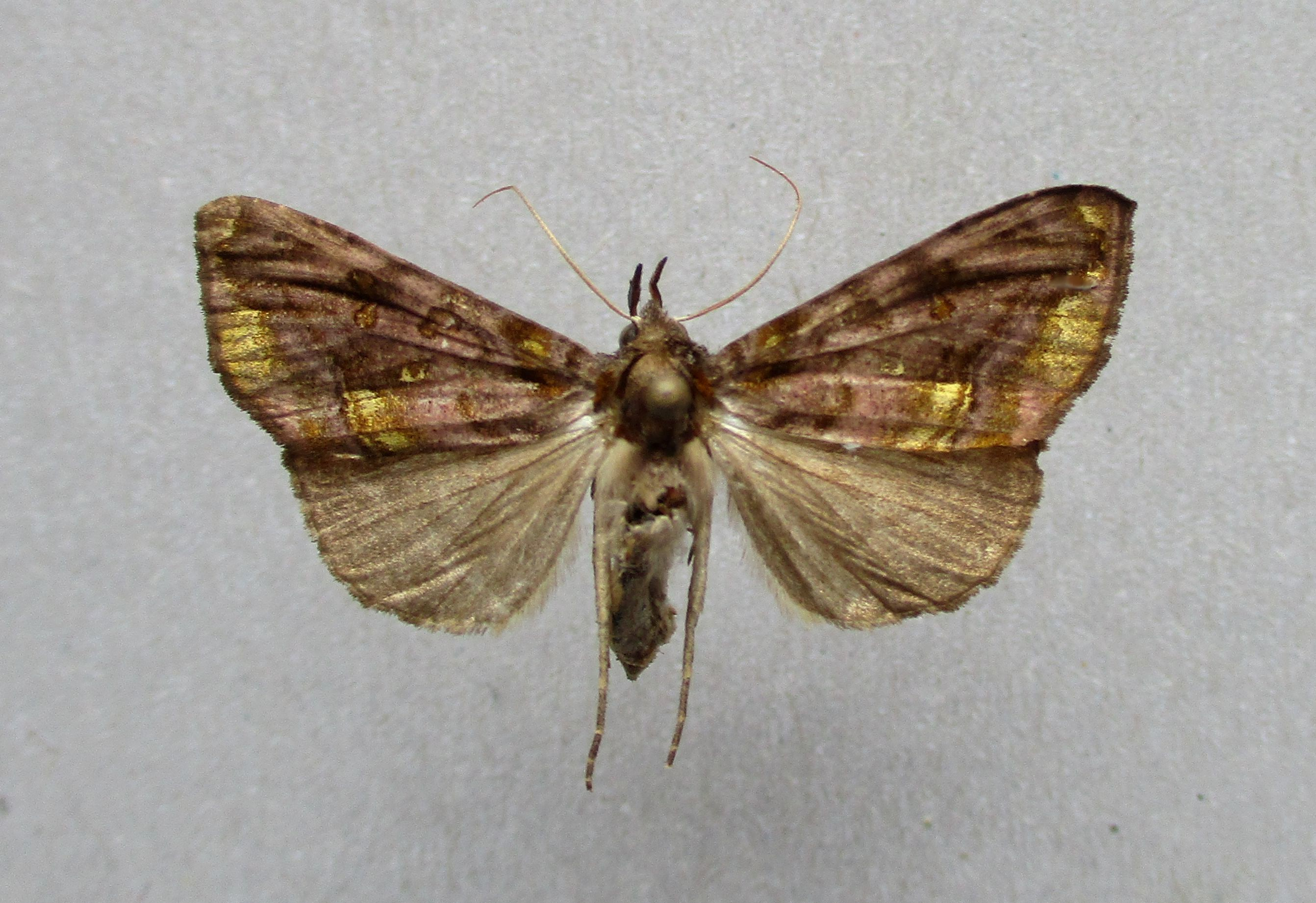
Lamprotes mikadina
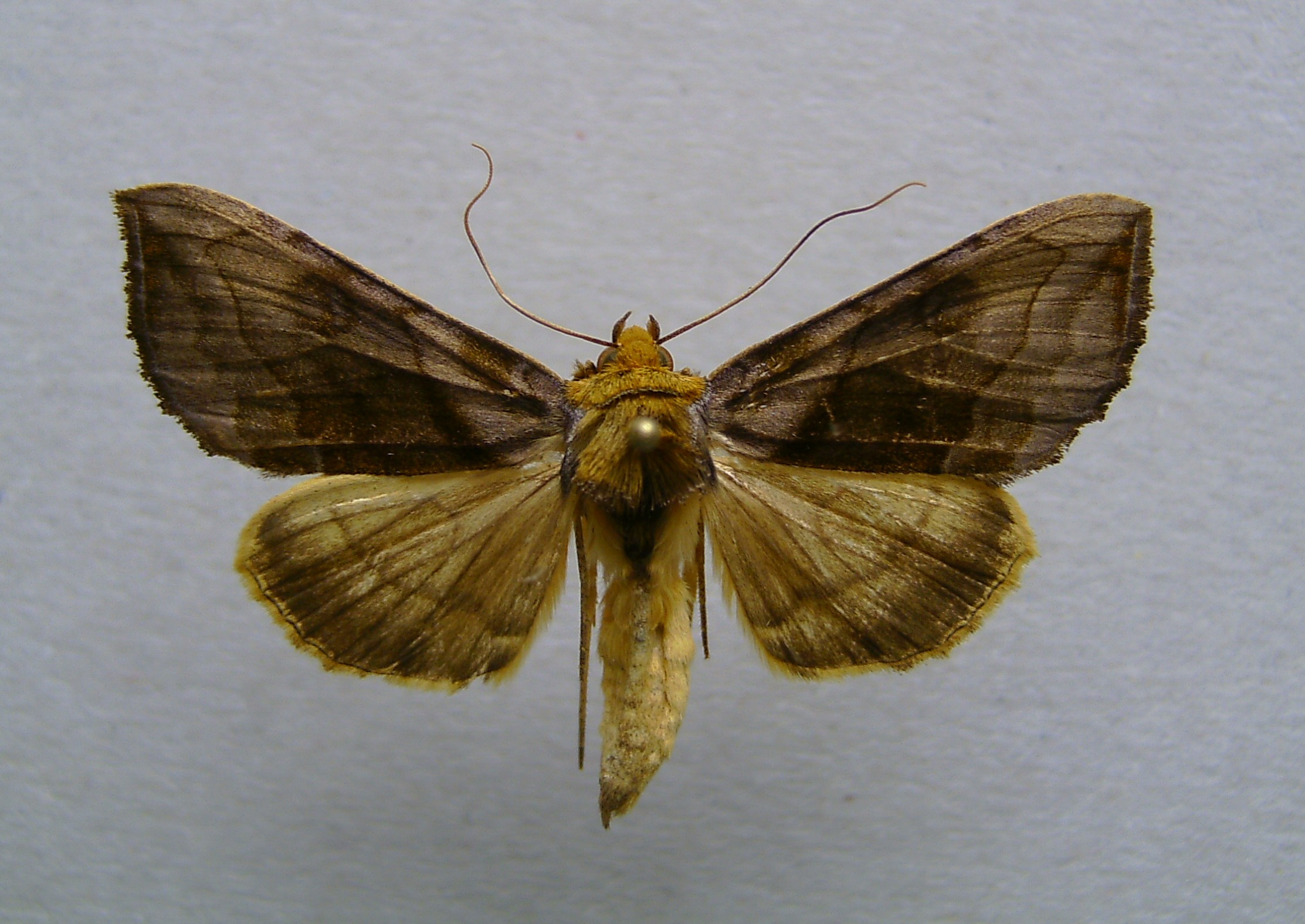
Diachrysia leonina
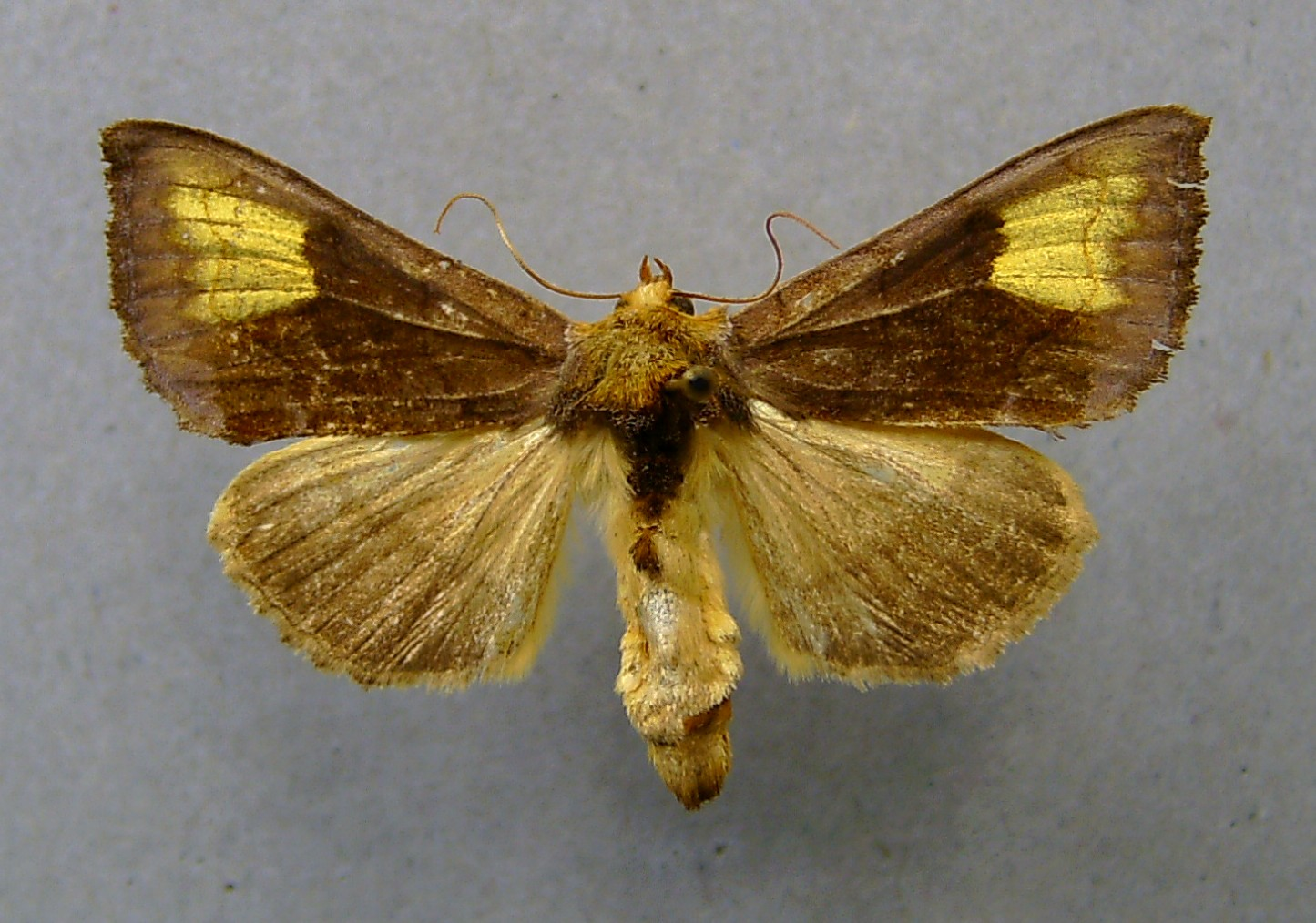
Diachrysia chryson
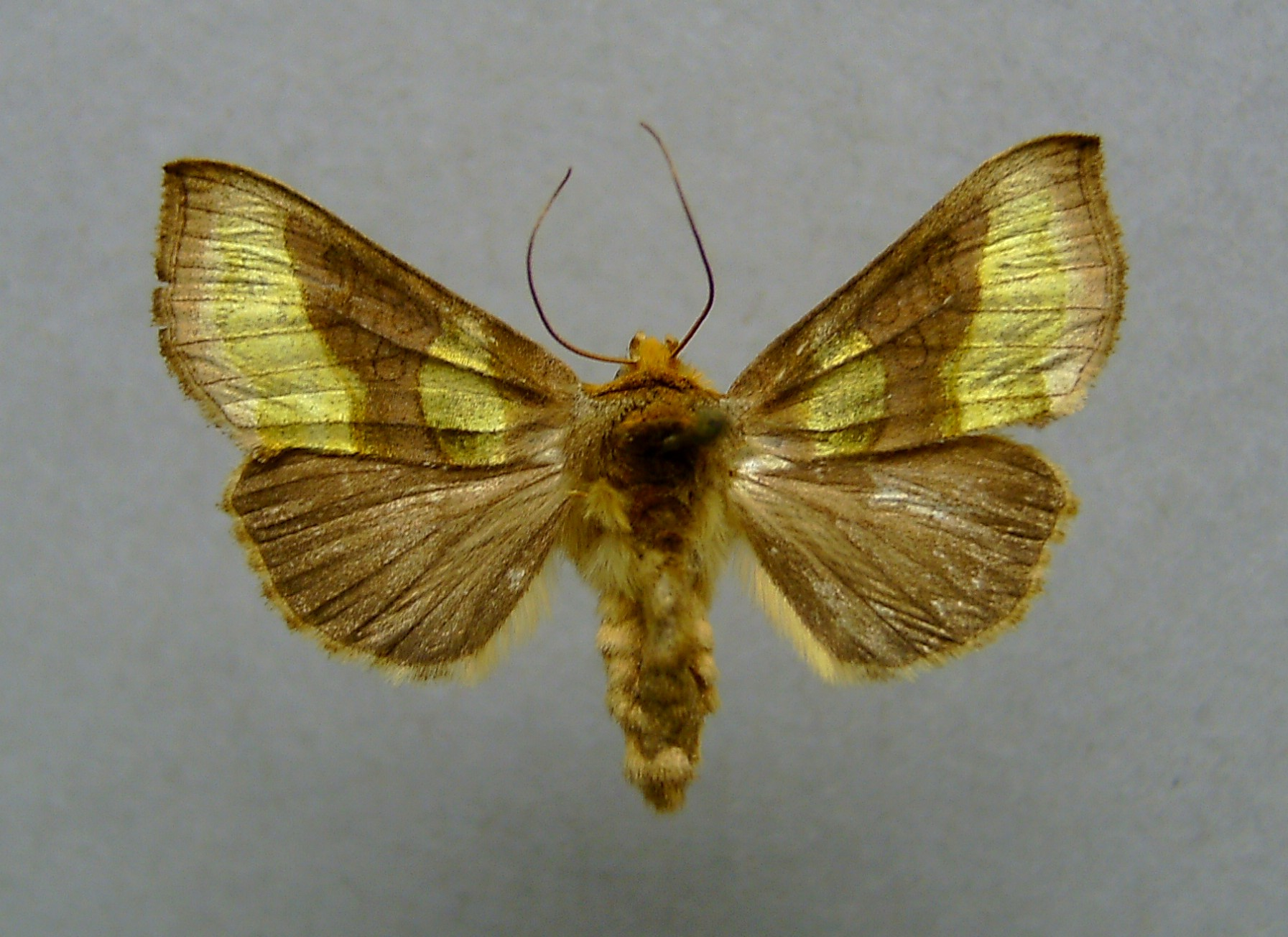
Diachrysia chrysitis
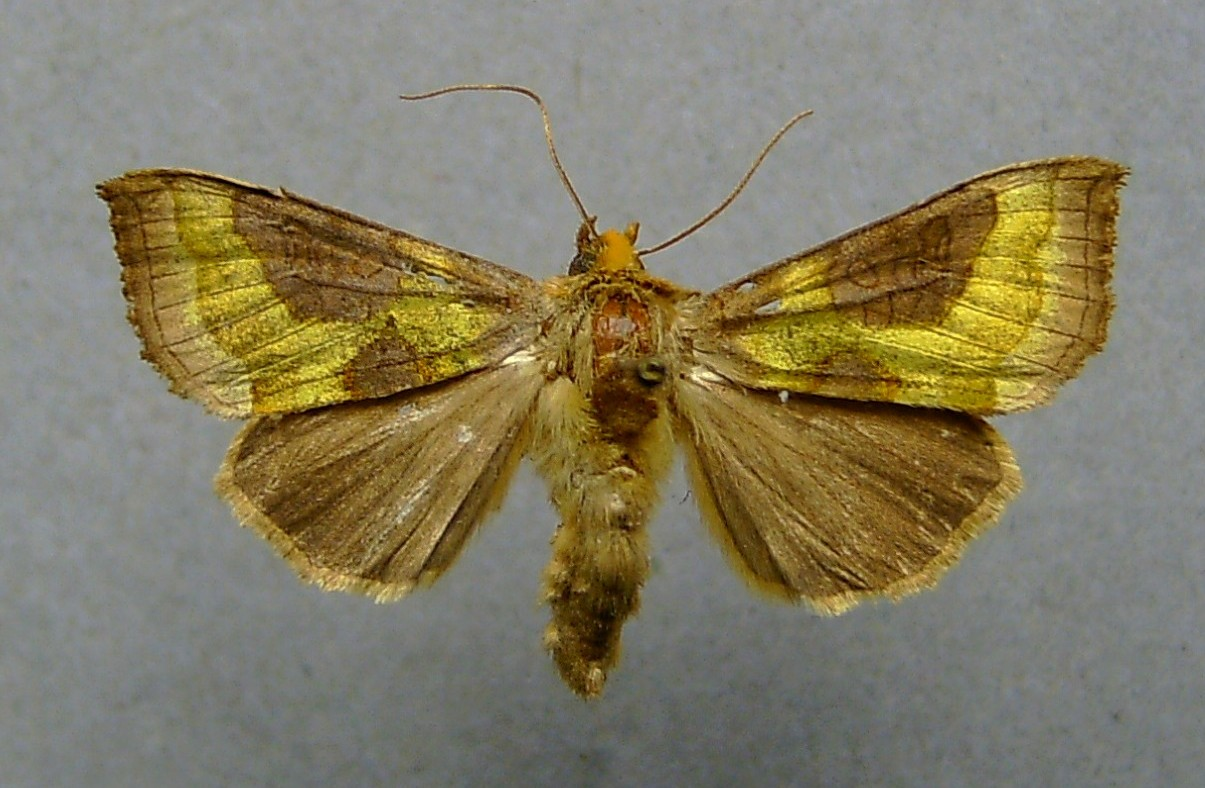
Diachrysia stenochrysis
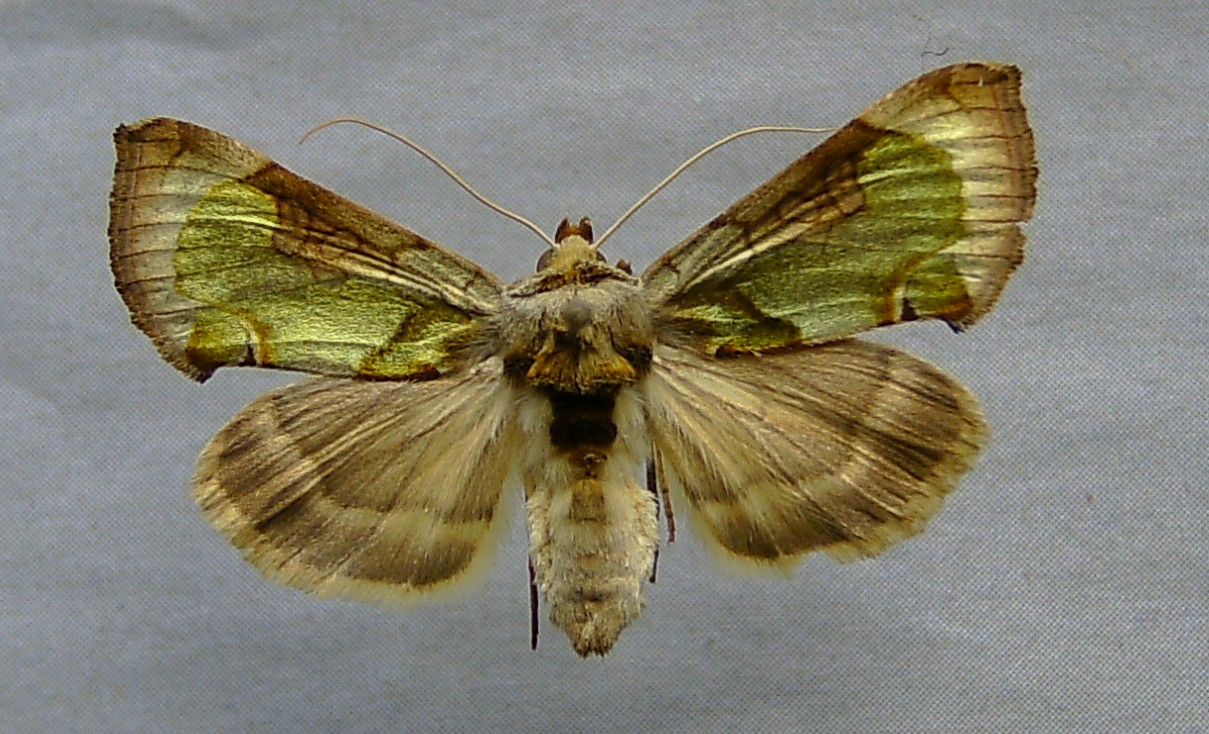
Diachrysia zosimi
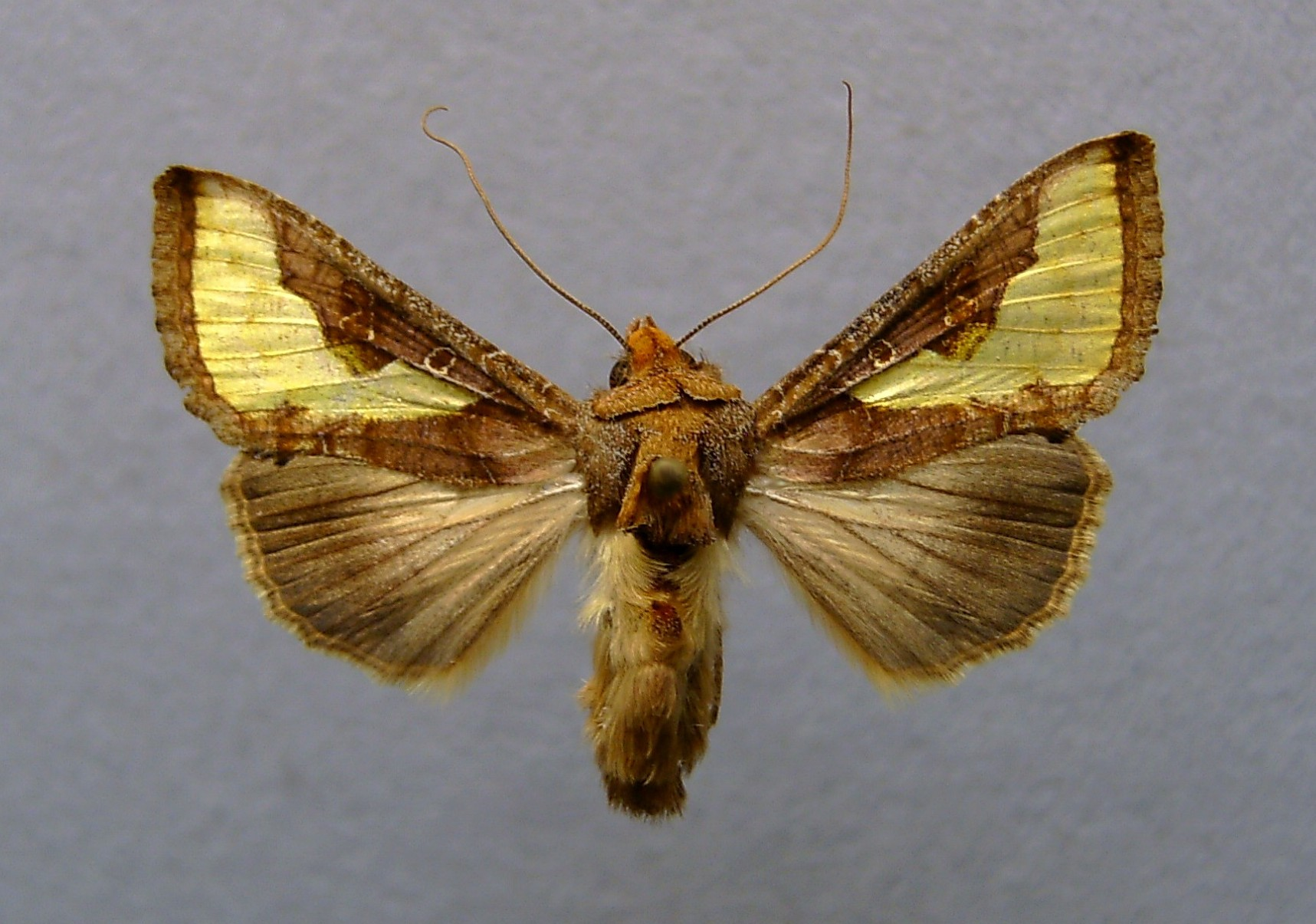
Thysanoplusia orichalcea
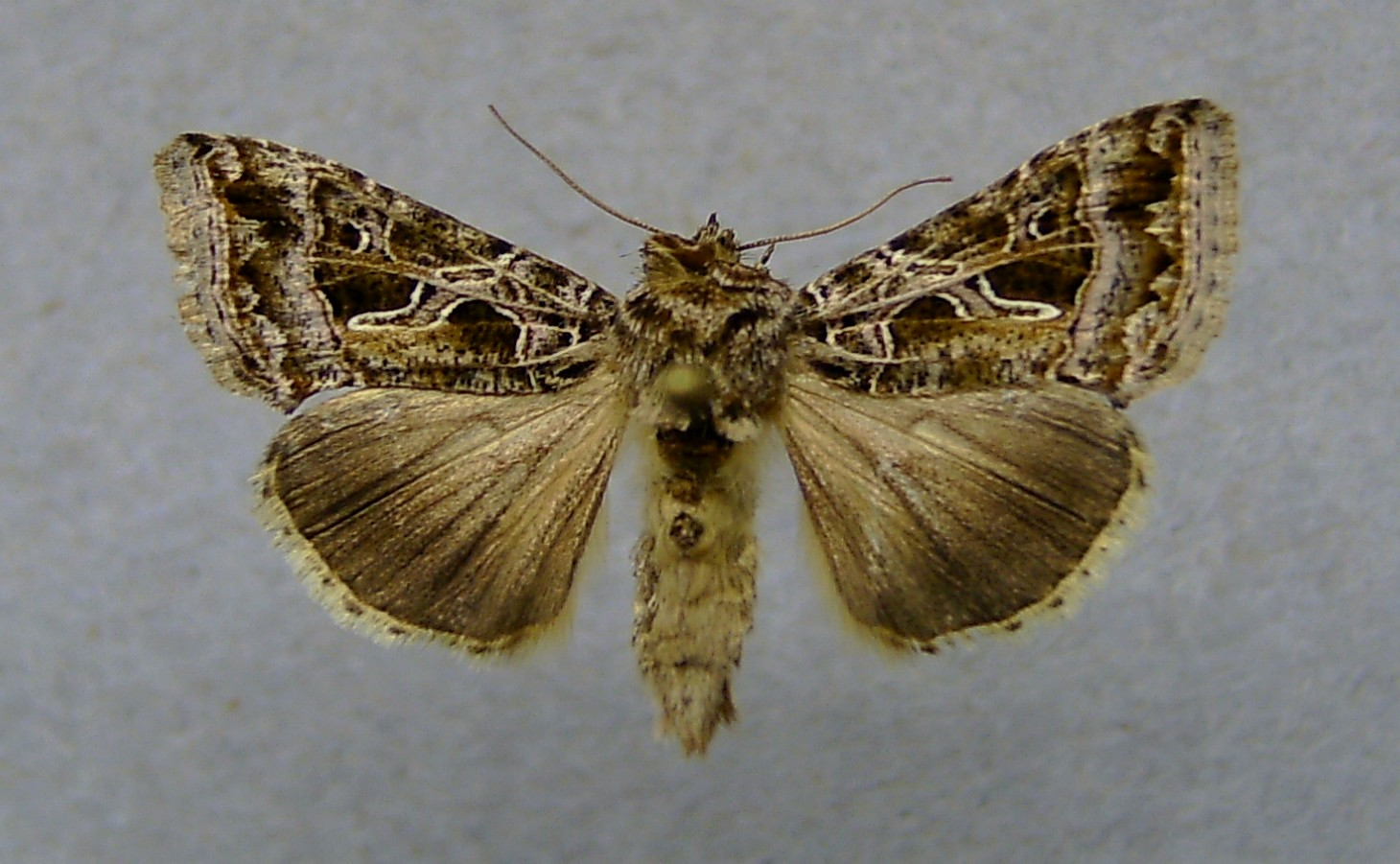
Thysanoplusia daubei
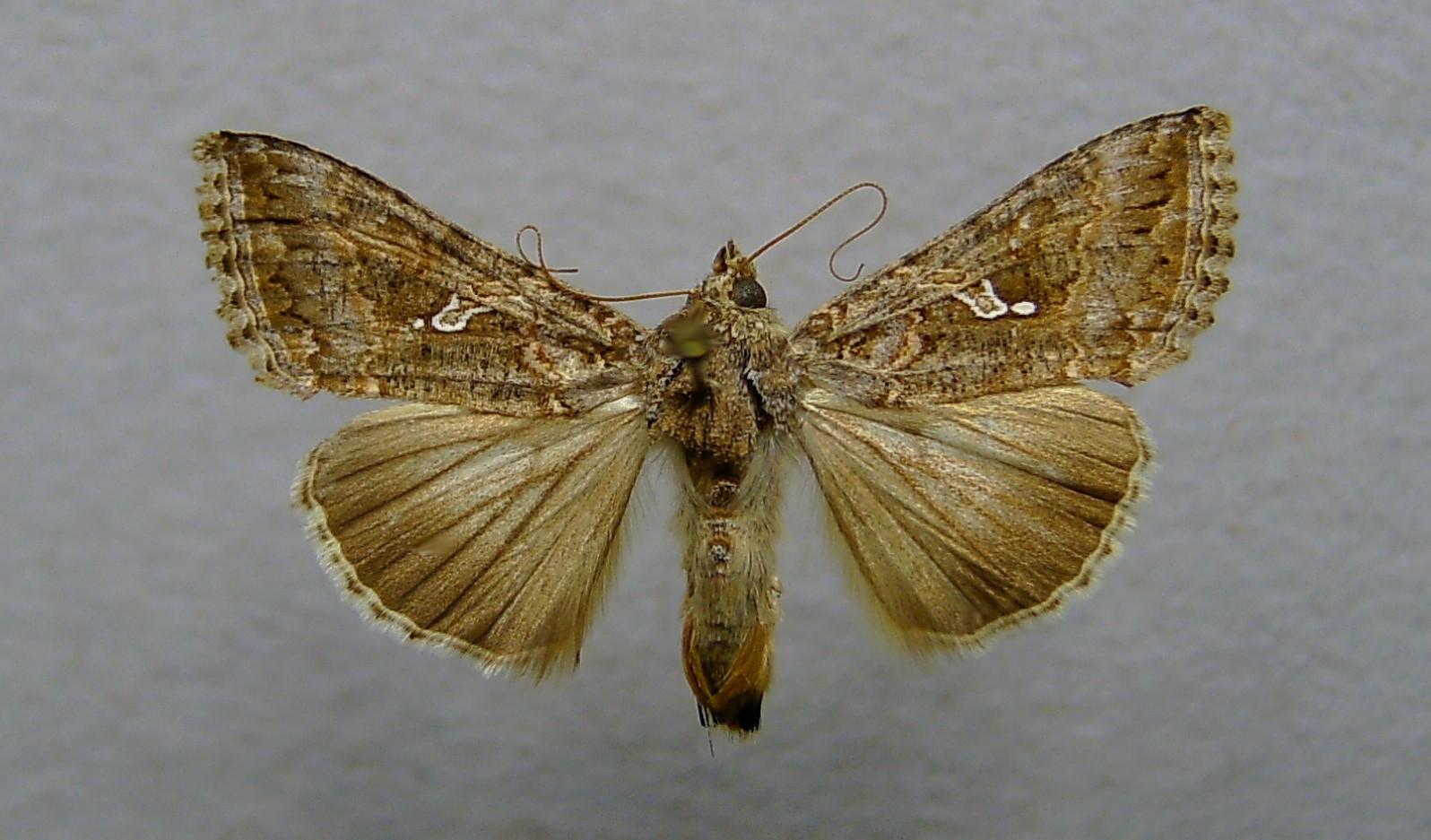
Trichoplusia ni